# Liga Nacional de Básquet 2021-22
La temporada 2021-2022 de la Liga Nacional de Básquet de Argentina, fue la trigésima octava edición de la máxima división nacional de clubes. Inició el 2 de noviembre de 2021 con el formato tradicional de enfrentamientos a dos ruedas, ida y vuelta, dejando el formato de «burbujas» de la pasada temporada. Previo al inicio de la temporada se disputó el Súper 20.
El partido inaugural de la temporada fue entre Riachuelo de La Rioja, equipo que intercambió la plaza con Libertad de Sunchales, y San Lorenzo de Buenos Aires, vigente campeón.
La temporada finalizó el 13 de junio de 2022 cuando, en el quinto y último juego de la serie final, Instituto venció 85 a 84 a Quimsa y así logró su primer título en el certamen. El jugador Martín Cuello, del elenco campeón, fue elegido cómo el MVP de las finales.

## Equipos participantes
| Desciende   |
| ----------- |
| Weber Bahía |

| Vende la plaza |
| -------------- |
| Libertad       |

| Asciende         |
| ---------------- |
| Unión (Santa Fe) |

| Compra la plaza |
| --------------- |
| Riachuelo (LR)  |

| Región                    | Cantidad |
| ------------------------- | -------- |
| Capital Federal           | 4        |
| Provincia de Buenos Aires | 3        |
| Corrientes                | 3        |
| Santiago del Estero       | 2        |
| Córdoba                   | 2        |
| Chubut                    | 1        |
| Formosa                   | 1        |
| La Rioja                  | 1        |
| Misiones                  | 1        |
| Santa Cruz                | 1        |
| Santa Fe                  | 1        |

| Club                   | Ciudad              | Entrenador           | Estadio                                | Capacidad |
| ---------------------- | ------------------- | -------------------- | -------------------------------------- | --------- |
| Argentino              | Junín               | Juan Varas           | El Fortín de las Morochas              | 1500      |
| Atenas                 | Córdoba             | Sebastián Saborido   | Polideportivo Carlos Cerutti           | 3424      |
| Boca Juniors           | Buenos Aires        | Gonzalo García       | Microestadio Luis Conde                | 2000      |
| Ciclista Olímpico      | La Banda            | Leonardo Gutiérrez   | Vicente Rosales                        | 3400      |
| Comunicaciones         | Mercedes            | Ariel Rearte         | Estadio de Comunicaciones              | 3500      |
| Ferro Carril Oeste     | Buenos Aires        | Federico Fernández   | Estadio Héctor Etchart                 | 3500      |
| Gimnasia y Esgrima     | Comodoro Rivadavia  | Martín Villagrán     | Estadio Socios Fundadores              | 1453      |
| Hispano Americano      | Río Gallegos        | Matías Huarte        | Gimnasio Municipal Juan Bautista Rocha | 500       |
| Instituto              | Córdoba             | Lucas Victoriano     | Gimnasio Ángel Sandrín                 | 2000      |
| La Unión de Formosa    | Formosa             | Eduardo Japez        | Estadio Cincuentenario                 | 4500      |
| Oberá Tenis Club       | Oberá               | Fabio Demti          | Estadio Dr. Luis Augusto Derna         | 2000      |
| Obras Basket           | Buenos Aires        | Bernardo Murphy      | Estadio Obras Sanitarias               | 3000      |
| Peñarol                | Mar del Plata       | Leandro Ramella      | Polideportivo Islas Malvinas           | 8000      |
| Platense               | Florida             | Alejandro González   | Microestadio Ciudad de Vicente López   | 3000      |
| Quimsa                 | Santiago del Estero | Sebastián González   | Ciudad                                 | 5000      |
| Regatas Corrientes     | Corrientes          | Gabriel Piccato      | José Jorge Contte                      | 3400      |
| Riachuelo              | La Rioja            | Fabricio Salas       | Superdomo La Rioja                     | 13 000    |
| San Lorenzo de Almagro | Buenos Aires        | Álvaro Castiñeira    | Polideportivo Roberto Pando            | 2200      |
| San Martín             | Corrientes          | Diego Vadell         | El Fortín Rojinegro                    | 2500      |
| Unión                  | Santa Fe            | Juan Francisco Ponce | Ángel P. Malvicino                     | 4500      |

1. ↑  Hispano Americano utiliza en la máxima división el Gimnasio Municipal Juan Bautista Rocha. Su estadio es el Estadio Tito Wilson, con capacidad para 500 espectadores.

Cambios de entrenador
| Club                | Entrenador saliente | Fecha           | Entrenador entrante | Fecha           |
| ------------------- | ------------------- | --------------- | ------------------- | --------------- |
| Argentino (J)       | Juan Varas          | 22 de febrero   | Eduardo Jápez       | 23 de febrero   |
| Atenas              | Sebastián Saborido  | 15 de diciembre | Claudio Arrigoni    | 15 de diciembre |
| Comunicaciones (M)  | Ariel Rearte        | 5 de diciembre  | Hernán Laginestra   | 5 de diciembre  |
| Hispano Americano   | Matías Huarte       | 14 de febrero   | Leandro Hiriart     | 18 de febrero   |
| La Unión de Formosa | Eduardo Jápez       | 20 de enero     | Sebastián Ginóbili  | 20 de enero     |
| Obras Basket        | Bernardo Murphy     | 8 de marzo      | Gregorio Martínez   | 11 de marzo     |
| Riachuelo (LR)      | Fabricio Salas      | 25 de diciembre | Daniel Farabello    | 25 de diciembre |
| Regatas Corrientes  | Gabriel Piccatto    | 26 de marzo     | Fernando Calvi      | 26 de marzo     |
| San Lorenzo (BA)    | Álvaro Castiñeira   | 24 de marzo     | Emmanuele Quintans  | 25 de marzo     |

## Formato de competencia
El torneo está dividido en dos etapas, la fase regular y la postemporada. En primera instancia, los veinte equipos se enfrentan los unos a los otros dos veces, una vez como local y otra vez como visitante. Cada equipo que gane el partido obtiene dos puntos, mientras que aquel que pierda obtiene un punto. Con base a esos resultados se ordenan los equipos de mayor a menor puntaje obtenido en una única tabla.
Los doce mejores equipos (1.° a 12.°) avanzan a la postemporada para definir al campeón del torneo, mientras que los dos peores (19.° y 20.°) definen entre sí al peor equipo de la temporada y quien pierde la plaza para la siguiente temporada. Los restantes equipos (13.° al 18.°) dejan de participar, conservando su plaza para la próxima edición.
De los doce mejores, los cuatro mejores acceden a los cuartos de final, mientras que los restantes (5.° al 12.°) disputan la reclasificación, al mejor de tres encuentros, enfrentándose 5.° contra 12.°, 6.° contra 11.°, 7.° contra 10.° y 8.° contra 9.°. Los cuatro vencedores de la reclasificación se reordenan en función de la posición en la tabla de la fase regular de manera que se enfrentan en cuartos de final según el siguiente ordenamiento: 1.° contra peor clasificado, 2.° contra segundo peor clasificado, 3.° contra segundo mejor clasificado, 4.° contra mejor clasificado. Esta instancia se disputa, cómo el resto de los play-offs, al mejor de cinco partidos y los ganadores de las series acceden a las semifinales. Los ganadores de las semifinales disputan la final, donde el equipo que venza en la serie se proclama campeón de la temporada.
Métodos de desempate
Cuando exista un empate en puntos entre dos o más equipos al final de la fase regular, el desempate se definirá de la siguiente manera:
1. Enfrentamientos entre ambos equipos en la fase en cuestión.
2. Mayor diferencia de puntos en los partidos disputados entre ellos.
3. Mayor número de puntos conseguidos en los partidos disputados entre ellos.
4. Mayor diferencia de puntos en todos los partidos de la Fase en cuestión.
5. Mayor número de puntos conseguidos en todos los partidos de la Fase en cuestión.
6. Sorteo.

## Desarrollo del torneo

### Primera fase; fase regular
| Equipo | Equipo                        | PJ | PG | PP | Pts |
| ------ | ----------------------------- | -- | -- | -- | --- |
| 1.º    | Quimsa                        | 38 | 30 | 8  | 68  |
| 2.º    | Gimnasia (Comodoro Rivadavia) | 38 | 26 | 12 | 64  |
| 3.º    | Instituto                     | 38 | 25 | 13 | 63  |
| 4.º    | Peñarol                       | 38 | 25 | 13 | 63  |
| 5.º    | Boca Juniors                  | 38 | 23 | 15 | 61  |
| 6.º    | Regatas Corrientes            | 38 | 23 | 15 | 61  |
| 7.º    | San Martín (Corrientes)       | 38 | 23 | 15 | 61  |
| 8.º    | Oberá Tenis Club              | 38 | 22 | 16 | 60  |
| 9.º    | Ferro (Buenos Aires)          | 38 | 22 | 16 | 60  |
| 10.º   | Ciclista Olímpico             | 38 | 18 | 20 | 56  |
| 11.º   | Riachuelo (La Rioja)          | 38 | 16 | 22 | 54  |
| 12.º   | San Lorenzo (Buenos Aires)    | 38 | 15 | 23 | 53  |
| 13.º   | Atenas                        | 38 | 15 | 23 | 53  |
| 14.º   | Platense                      | 38 | 15 | 23 | 53  |
| 15.º   | Obras Basket                  | 38 | 15 | 23 | 53  |
| 16.º   | Comunicaciones (Mercedes)     | 38 | 15 | 23 | 53  |
| 17.º   | La Unión de Formosa           | 38 | 14 | 24 | 52  |
| 18.º   | Argentino (Junín)             | 38 | 14 | 24 | 52  |
| 19.º   | Unión (Santa Fe)              | 38 | 13 | 25 | 51  |
| 20.º   | Hispano Americano             | 38 | 11 | 27 | 49  |

|  |                                             |
|  | Clasificados a los cuartos de final.        |
|  | Clasificados a la reclasificación.          |
|  | Clasificados a la serie por la permanencia. |

| Riachuelo (LR)     | 78-86  | San Lorenzo (BA)   | Superdomo                 | 2 de noviembre | 22:00 |
| Obras Basket       | 76-81  | Regatas Corrientes | Obras Sanitarias          | 3 de noviembre | 20:00 |
| Peñarol            | 68-86  | Oberá TC           | Islas Malvinas            | 3 de noviembre | 21:00 |
| Platense           | 75-79  | San Martín (C)     | Ciudad de Vicente López   | 3 de noviembre | 21:00 |
| Quimsa             | 89-71  | Unión (SF)         | Ciudad                    | 3 de noviembre | 22:00 |
| Argentino (J)      | 72-75  | Boca Juniors       | El Fortín de las Morochas | 4 de noviembre | 21:00 |
| Atenas             | 94-100 | San Lorenzo (BA)   | Carlos Cerutti            | 4 de noviembre | 21:30 |
| Ferro (BA)         | 99-85  | Oberá TC           | Héctor Etchart            | 5 de noviembre | 21:00 |
| Hispano Americano  | 60-74  | San Martín (C)     | Juan Bautista Rocha       | 5 de noviembre | 21:00 |
| Gimnasia (CR)      | 88-85  | Regatas Corrientes | Socios Fundadores         | 5 de noviembre | 21:00 |
| Ciclista Olímpico  | 75-69  | Unión (SF)         | Vicente Rosales           | 5 de noviembre | 22:00 |
| Instituto          | 101-65 | San Lorenzo (BA)   | Ángel Sandrín             | 6 de noviembre | 20:00 |
| Comunicaciones (M) | 71-83  | Quimsa             | Comunicaciones            | 6 de noviembre | 21:30 |
| Boca Juniors       | 82-71  | Regatas Corrientes | Luis Conde                | 7 de noviembre | 20:30 |
| Platense           | 80-87  | Riachuelo (LR)     | Ciudad de Vicente López   | 7 de noviembre | 21:00 |

| Obras Basket        | 79-74  | Ferro (BA)         | Obras Sanitarias             | 8 de noviembre  | 20:00 |
| Unión (SF)          | 97-74  | Ciclista Olímpico  | Ángel Malvicino              | 8 de noviembre  | 21:00 |
| Instituto           | 96-90  | Peñarol            | Ángel Sandrín                | 8 de noviembre  | 21:00 |
| Oberá TC            | 69-83  | Quimsa             | Dr. Luis Derna               | 8 de noviembre  | 21:00 |
| La Unión de Formosa | 74-86  | Comunicaciones (M) | Polideportivo Cincuentenario | 9 de noviembre  | 21:00 |
| Gimnasia (CR)       | 90-72  | Argentino (J)      | Socios Fundadores            | 9 de noviembre  | 21:00 |
| Hispano Americano   | 77-84  | Riachuelo (LR)     | Juan Bautista Rocha          | 9 de noviembre  | 21:00 |
| Boca Juniors        | 77-68  | Ciclista Olímpico  | Luis Conde                   | 10 de noviembre | 20:30 |
| Atenas              | 85-102 | Peñarol            | Carlos Cerutti               | 10 de noviembre | 21:00 |
| San Lorenzo (BA)    | 71-62  | Argentino (J)      | Roberto Pando                | 11 de noviembre | 20:00 |
| Hispano Americano   | 92-89  | Platense           | Juan Bautista Rocha          | 11 de noviembre | 21:00 |
| San Martín (C)      | 85-76  | Comunicaciones (M) | Raúl Argentino Ortíz         | 11 de noviembre | 21:30 |
| La Unión de Formosa | 98-97  | Obras Basket       | Polideportivo Cincuentenario | 11 de noviembre | 22:00 |
| Quimsa              | 100-79 | Oberá TC           | Ciudad                       | 11 de noviembre | 22:00 |
| Atenas              | 78-82  | Ferro (BA)         | Carlos Cerutti               | 12 de noviembre | 21:00 |
| Riachuelo (LR)      | 80-75  | Peñarol            | Superdomo                    | 12 de noviembre | 21:30 |
| San Martín (C)      | 74-63  | Obras Basket       | Raúl Argentino Ortíz         | 13 de noviembre | 11:00 |
| Instituto           | 93-75  | Ferro (BA)         | Ángel Sandrín                | 13 de noviembre | 20:00 |
| Gimnasia (CR)       | 101-88 | Platense           | Socios Fundadores            | 13 de noviembre | 21:00 |
| Regatas Corrientes  | 90-75  | Comunicaciones (M) | José Jorge Contte            | 13 de noviembre | 21:30 |
| Ciclista Olímpico   | 74-73  | Oberá TC           | Vicente Rosales              | 13 de noviembre | 22:00 |

| Unión (SF)         | 72-84  | Ferro (BA)          | Ángel Malvicino           | 15 de noviembre | 21:00 |
| Argentino (J)      | 74-55  | Hispano Americano   | El Fortín de las Morochas | 15 de noviembre | 21:30 |
| Regatas Corrientes | 76-81  | Obras Basket        | José Jorge Contte         | 15 de noviembre | 21:30 |
| Quimsa             | 91-84  | Boca Juniors        | Ciudad                    | 15 de noviembre | 22:00 |
| Platense           | 88-105 | Atenas              | Ciudad de Vicente López   | 16 de noviembre | 21:00 |
| San Lorenzo (BA)   | 84-68  | La Unión de Formosa | Roberto Pando             | 17 de noviembre | 20:00 |
| Peñarol            | 86-79  | Hispano Americano   | Islas Malvinas            | 17 de noviembre | 21:00 |
| Oberá TC           | 107-80 | Obras Basket        | Dr. Luis Derna            | 17 de noviembre | 21:00 |
| Unión (SF)         | 92-89  | Gimnasia (CR)       | Ángel Malvicino           | 17 de noviembre | 21:00 |
| Riachuelo (LR)     | 79-81  | Instituto           | Superdomo                 | 17 de noviembre | 22:00 |
| Ciclista Olímpico  | 48-74  | Boca Juniors        | Vicente Rosales           | 17 de noviembre | 22:00 |
| Ferro (BA)         | 91-80  | Atenas              | Héctor Etchart            | 18 de noviembre | 21:00 |
| Peñarol            | 90-66  | La Unión de Formosa | Islas Malvinas            | 19 de noviembre | 21:00 |
| Oberá TC           | 94-72  | Argentino (J)       | Dr. Luis Derna            | 19 de noviembre | 21:00 |
| Quimsa             | 94-68  | Instituto           | Ciudad                    | 19 de noviembre | 21:00 |
| San Lorenzo (BA)   | 73-76  | Hispano Americano   | Roberto Pando             | 19 de noviembre | 21:30 |
| Comunicaciones (M) | 80-83  | Gimnasia (CR)       | Comunicaciones            | 19 de noviembre | 21:30 |
| Boca Juniors       | 78-62  | Atenas              | Luis Conde                | 20 de noviembre | 11:00 |
| Oberá TC           | 83-78  | Gimnasia (CR)       | Dr. Luis Derna            | 21 de noviembre | 20:00 |
| Unión (SF)         | 77-82  | La Unión de Formosa | Ángel Malvicino           | 21 de noviembre | 21:00 |
| Comunicaciones (M) | 84-87  | Argentino (J)       | Comunicaciones            | 21 de noviembre | 21:00 |
| Ciclista Olímpico  | 84-71  | Instituto           | Vicente Rosales           | 21 de noviembre | 22:00 |

| 22/12 a 1/12, semana de receso por las eliminatorias al mundial 2023. |
| --------------------------------------------------------------------- |

| Obras Basket        | 75-68   | Unión (SF)          | Obras Sanitarias                     | 1 de diciembre  | 20:00 |
| Peñarol             | 80-89   | Ferro (BA)          | Islas Malvinas                       | 1 de diciembre  | 21:00 |
| San Martín (C)      | 86-72   | Oberá TC            | El Fortín Rojinegro                  | 1 de diciembre  | 21:30 |
| San Lorenzo (BA)    | 84-79   | Regatas Corrientes  | Roberto Pando                        | 2 de diciembre  | 20:00 |
| Quimsa              | 80-89   | Comunicaciones (M)  | Ciudad                               | 2 de diciembre  | 22:00 |
| Gimnasia (CR)       | 60-58   | Unión (SF)          | Socios Fundadores                    | 3 de diciembre  | 21:00 |
| Instituto           | 65-62   | Boca Juniors        | Ángel Sandrín                        | 3 de diciembre  | 21:00 |
| La Unión de Formosa | 86-97   | Oberá TC            | Polideportivo Cincuentenario         | 3 de diciembre  | 22:00 |
| Argentino (J)       | 75-68   | Platense            | El Fortín de las Morochas            | 4 de diciembre  | 11:00 |
| Ferro (BA)          | 78-70   | Regatas Corrientes  | Héctor Etchart                       | 4 de diciembre  | 21:00 |
| Riachuelo (LR)      | 78-75   | San Martín (C)      | Superdomo                            | 4 de diciembre  | 21:30 |
| Ciclista Olímpico   | 83-78   | Comunicaciones (M)  | Vicente Rosales                      | 4 de diciembre  | 22:00 |
| Atenas              | 65-76   | Boca Juniors        | Ángel Sandrín                        | 5 de diciembre  | 21:30 |
| Obras Basket        | 67-66   | La Unión de Formosa | Obras Sanitarias                     | 6 de diciembre  | 20:00 |
| Peñarol             | 79-82   | Regatas Corrientes  | Islas Malvinas                       | 6 de diciembre  | 21:00 |
| Oberá TC            | 55-67   | Instituto           | Dr. Luis Derna                       | 6 de diciembre  | 21:00 |
| Quimsa              | 87-74   | San Martín (C)      | Ciudad                               | 6 de diciembre  | 22:00 |
| Ferro (BA)          | 77-74   | Platense            | Héctor Etchart                       | 7 de diciembre  | 21:00 |
| Unión (SF)          | 75-72   | Riachuelo (LR)      | Ángel Malvicino                      | 7 de diciembre  | 21:00 |
| Gimnasia (CR)       | 80-56   | La Unión de Formosa | Socios Fundadores                    | 8 de diciembre  | 21:00 |
| Comunicaciones (M)  | 83-82   | Instituto           | Comunicaciones                       | 8 de diciembre  | 21:30 |
| Ciclista Olímpico   | 50-77   | San Martín (C)      | Vicente Rosales                      | 9 de diciembre  | 21:00 |
| Hispano Americano   | 89-74   | San Lorenzo (BA)    | Juan Bautista Rocha                  | 9 de diciembre  | 21:00 |
| Unión (SF)          | 100-97  | Instituto           | Ángel Malvicino                      | 10 de diciembre | 21:00 |
| Gimnasia (CR)       | 80-65   | Atenas              | Socios Fundadores                    | 10 de diciembre | 21:00 |
| Oberá TC            | 91-75   | Ferro (BA)          | Dr. Luis Derna                       | 10 de diciembre | 21:00 |
| Platense            | 79-75   | La Unión de Formosa | Microestadio Ciudad de Vicente López | 10 de diciembre | 21:00 |
| Regatas Corrientes  | 113-108 | Ciclista Olímpico   | José Jorge Contte                    | 11 de diciembre | 11:00 |
| Riachuelo (LR)      | 78-71   | Argentino (J)       | Superdomo                            | 11 de diciembre | 21:30 |
| San Lorenzo (BA)    | 86-79   | Atenas              | Roberto Pando                        | 12 de diciembre | 20:00 |
| Comunicaciones (M)  | 70-67   | Ferro (BA)          | Comunicaciones                       | 12 de diciembre | 21:00 |

| Unión (SF)          | 84-78      | Platense           | Ángel Malvicino              | 13 de diciembre | 21:00 |
| Instituto           | 90-75      | Argentino (J)      | Ángel Sandrín                | 13 de diciembre | 21:00 |
| San Martín (C)      | 77-68      | Ciclista Olímpico  | El Fortín Rojinegro          | 13 de diciembre | 21:30 |
| La Unión de Formosa | 70-71      | Peñarol            | Polideportivo Cincuentenario | 13 de diciembre | 22:00 |
| Gimnasia (CR)       | 90-70      | Riachuelo (LR)     | Socios Fundadores            | 14 de diciembre | 21:00 |
| Instituto           | 71-74      | Platense           | Ángel Sandrín                | 15 de diciembre | 21:00 |
| Atenas              | 101-81     | Argentino (J)      | Carlos Cerutti               | 15 de diciembre | 21:30 |
| Regatas Corrientes  | 87-89      | Peñarol            | José Jorge Contte            | 15 de diciembre | 21:30 |
| La Unión de Formosa | 72-84      | Ciclista Olímpico  | Polideportivo Cincuentenario | 15 de diciembre | 22:00 |
| Ferro (BA)          | 87-85      | Hispano Americano  | Héctor Etchart               | 16 de diciembre | 21:00 |
| San Lorenzo (BA)    | 78-71      | Riachuelo (LR)     | Polideportivo Roberto Pando  | 16 de diciembre | 21:30 |
| Atenas              | 71-95      | Platense           | Carlos Cerutti               | 17 de diciembre | 21:30 |
| Regatas Corrientes  | 75-68      | Gimnasia (CR)      | José Jorge Contte            | 17 de diciembre | 21:30 |
| San Martín (C)      | 72-86      | Peñarol            | El Fortín Rojinegro          | 17 de diciembre | 21:30 |
| Boca Juniors        | 73-86      | Oberá TC           | Luis Conde                   | 18 de diciembre | 21:00 |
| Argentino (J)       | 81-60      | Unión (SF)         | El Fortín de las Morochas    | 18 de diciembre | 21:00 |
| Ferro (BA)          | 76-80      | Quimsa             | Héctor Etchart               | 18 de diciembre | 21:30 |
| La Unión de Formosa | 91-75      | Hispano Americano  | Polideportivo Cincuentenario | 18 de diciembre | 22:00 |
| San Martín (C)      | 71-66      | Gimnasia (CR)      | El Fortín Rojinegro          | 19 de diciembre | 21:30 |
| Obras Basket        | 77-71      | Oberá TC           | Obras Sanitarias             | 20 de diciembre | 20:00 |
| San Lorenzo (BA)    | 82-75      | Unión (SF)         | Polideportivo Roberto Pando  | 20 de diciembre | 20:00 |
| Boca Juniors        | 67-75      | Quimsa             | Microestadio Luis Conde      | 20 de diciembre | 21:00 |
| Peñarol             | 84-68      | Comunicaciones (M) | Islas Malvinas               | 20 de diciembre | 21:00 |
| Regatas Corrientes  | 114-73     | Hispano Americano  | José Jorge Contte            | 20 de diciembre | 21:30 |
| Instituto           | postergado | Atenas             | Ángel Sandrín                | 21 de diciembre | 21:00 |
| Platense            | postergado | Ferro (BA)         | Ciudad de Vicente López      | 21 de diciembre | 21:00 |
| La Unión de Formosa | 91-84      | Gimnasia (CR)      | Polideportivo Cincuentenario | 21 de diciembre | 22:00 |
| Ciclista Olímpico   | 74-93      | Riachuelo (LR)     | Vicente Rosales              | 21 de diciembre | 22:00 |
| San Lorenzo (BA)    | 80-83      | Obras Basket       | Polideportivo Roberto Pando  | 22 de diciembre | 20:30 |
| Boca Juniors        | 94-74      | Unión (SF)         | Microestadio Luis Conde      | 22 de diciembre | 20:30 |
| Peñarol             | 91-90      | Quimsa             | Polideportivo Islas Malvinas | 22 de diciembre | 21:00 |
| Argentino (J)       | 83-76      | Comunicaciones (M) | El Fortín de las Morochas    | 22 de diciembre | 21:30 |
| San Martín (C)      | 75-61      | Hispano Americano  | El Fortín Rojinegro          | 22 de diciembre | 21:30 |

| 23/12 a 4/1, semanas del receso estival. |
| ---------------------------------------- |

| Ferro (BA)         | 75-73   | La Unión de Formosa | Héctor Etchart            | 5 de enero | 21:00 |
| Peñarol            | 92-80   | Riachuelo (LR)      | Islas Malvinas            | 5 de enero | 21:00 |
| Atenas             | 87-85   | Obras Basket        | Carlos Cerutti            | 6 de enero | 21:30 |
| Ferro (BA)         | 76-60   | Riachuelo (LR)      | Héctor Etchart            | 7 de enero | 21:00 |
| Oberá TC           | 20-0    | San Lorenzo (BA)    | Dr. Luis Derna            | 7 de enero | 21:00 |
| Comunicaciones (M) | 60-86   | Platense            | Comunicaciones            | 7 de enero | 21:30 |
| Regatas Corrientes | 87-85   | Quimsa              | José Jorge Contte         | 7 de enero | 21:30 |
| Argentino (J)      | 74-97   | La Unión de Formosa | El Fortín de las Morochas | 7 de enero | 21:30 |
| Instituto          | 105-109 | Obras Basket        | Ángel Sandrín             | 8 de enero | 20:00 |
| Hispano Americano  | 67-84   | Gimnasia (CR)       | Juan Bautista Rocha       | 9 de enero | 20:00 |
| Oberá TC           | 79-87   | Platense            | Dr. Luis Derna            | 9 de enero | 21:00 |
| Unión (SF)         | 67-90   | Boca Juniors        | Ángel Malvicino           | 9 de enero | 21:00 |
| Peñarol            | 84-65   | Ciclista Olímpico   | Islas Malvinas            | 9 de enero | 21:00 |
| Comunicaciones (M) | 20-0    | San Lorenzo (BA)    | Comunicaciones            | 9 de enero | 21:00 |
| San Martín (C)     | 68-78   | Quimsa              | El Fortín Rojinegro       | 9 de enero | 21:30 |

| Riachuelo (LR)      | 82-90  | Regatas Corrientes | Superdomo La Rioja        | 10 de enero | 20:00 |
| Instituto           | 91-63  | Atenas             | Ángel Sandrín             | 10 de enero | 21:00 |
| Obras Basket        | 74-68  | Ciclista Olímpico  | Obras Sanitarias          | 11 de enero | 20:00 |
| Unión (SF)          | 75-58  | San Lorenzo (BA)   | Ángel Malvicino           | 11 de enero | 21:00 |
| Comunicaciones (M)  | 69-84  | Boca Juniors       | Comunicaciones            | 11 de enero | 21:30 |
| La Unión de Formosa | 82-83  | Quimsa             | Cincuentenario            | 11 de enero | 22:00 |
| Gimnasia (CR)       | 86-80  | San Martín (C)     | Socios Fundadores         | 12 de enero | 21:00 |
| Atenas              | 88-60  | Regatas Corrientes | Carlos Cerutti            | 12 de enero | 21:30 |
| Platense            | 65-86  | Peñarol            | Ciudad de Vicente López   | 13 de enero | 21:00 |
| Argentino (J)       | 74-78  | Ciclista Olímpico  | El Fortín de las Morochas | 13 de enero | 21:30 |
| San Lorenzo (BA)    | 81-79  | San Martín (C)     | Roberto Pando             | 14 de enero | 20:00 |
| Instituto           | 90-103 | Regatas Corrientes | Ángel Sandrín             | 14 de enero | 21:00 |
| Oberá TC            | 99-67  | Unión (SF)         | Luis Derna                | 14 de enero | 21:00 |
| Quimsa              | 97-91  | Ferro (BA)         | Ciudad                    | 15 de enero | 21:00 |
| Gimnasia (CR)       | 87-100 | Peñarol            | Socios Fundadores         | 15 de enero | 21:00 |
| Riachuelo (LR)      | 67-76  | Obras Basket       | Superdomo La Rioja        | 15 de enero | 21:30 |
| Boca Juniors        | 95-90  | San Martín (C)     | Luis Conde                | 16 de enero | 20:30 |
| Comunicaciones (M)  | 88-67  | Unión (SF)         | Comunicaciones            | 16 de enero | 21:00 |
| Argentino (J)       | 76-84  | Atenas             | El Fortín de las Morochas | 16 de enero | 21:30 |
| Ciclista Olímpico   | 84-64  | Ferro (BA)         | Vicente Rosales           | 16 de enero | 22:00 |

| San Lorenzo (BA)    | 68-70  | Oberá TC           | Polideportivo Roberto Pando  | 17 de enero | 20:00 |
| Platense            | 77-75  | Hispano Americano  | Ciudad de Vicente López      | 17 de enero | 21:00 |
| La Unión de Formosa | 74-90  | Instituto          | Polideportivo Cincuentenario | 17 de enero | 22:00 |
| Quimsa              | 93-76  | Obras Basket       | Ciudad                       | 17 de enero | 22:00 |
| Peñarol             | 86-79  | Atenas             | Islas Malvinas               | 18 de enero | 21:00 |
| Riachuelo (LR)      | 100-80 | Ferro (BA)         | Superdomo                    | 18 de enero | 22:00 |
| Gimnasia (CR)       | 75-74  | Oberá TC           | Socios Fundadores            | 19 de enero | 21:00 |
| Ciclista Olímpico   | 85-79  | Obras Basket       | Vicente Rosales              | 19 de enero | 21:00 |
| Regatas Corrientes  | 64-74  | Instituto          | José Jorge Contte            | 19 de enero | 21:30 |
| Quimsa              | 89-70  | Hispano Americano  | Ciudad                       | 19 de enero | 22:00 |
| Boca Juniors        | 78-57  | Platense           | Luis Conde                   | 20 de enero | 20:30 |
| Unión (SF)          | 79-89  | Argentino (J)      | Ángel Malvicino              | 21 de enero | 21:00 |
| San Martín (C)      | 86-63  | Instituto          | El Fortín Rojinegro          | 21 de enero | 21:30 |
| Ciclista Olímpico   | 96-70  | Hispano Americano  | Vicente Rosales              | 21 de enero | 22:00 |
| Obras Basket        | 94-92  | Comunicaciones (M) | Obras Sanitarias             | 23 de enero | 20:00 |
| Platense            | 74-80  | Gimnasia (CR)      | Ciudad de Vicente López      | 23 de enero | 20:00 |
| Riachuelo (LR)      | 92-74  | Hispano Americano  | Superdomo                    | 23 de enero | 21:30 |
| Ciclista Olímpico   | 89-74  | Argentino (J)      | Vicente Rosales              | 23 de enero | 22:00 |

| San Martín (C)     | 88-95  | Regatas Corrientes  | El Fortín Rojinegro       | 24 de enero | 21:00 |
| Instituto          | 80-96  | La Unión de Formosa | Ángel Sandrín             | 24 de enero | 21:00 |
| Boca Juniors       | 63-76  | Gimnasia (CR)       | Luis Conde                | 26 de enero | 20:30 |
| Ferro (BA)         | 96-91  | Comunicaciones (M)  | Héctor Etchart            | 26 de enero | 21:00 |
| Quimsa             | 88-76  | Argentino (J)       | Ciudad                    | 26 de enero | 22:00 |
| Atenas             | 88-73  | La Unión de Formosa | Carlos Cerutti            | 26 de enero | 21:00 |
| Peñarol            | 82-72  | San Lorenzo (BA)    | Islas Malvinas            | 26 de enero | 21:00 |
| Obras Basket       | 80-71  | Platense            | Obras Sanitarias          | 27 de enero | 20:00 |
| Ferro (BA)         | 84-85  | Gimnasia (CR)       | Héctor Etchart            | 27 de enero | 21:00 |
| Oberá TC           | 92-72  | Ciclista Olímpico   | Luis Derna                | 28 de enero | 21:00 |
| Argentino (J)      | 98-78  | San Lorenzo (BA)    | El Fortín de las Morochas | 28 de enero | 21:30 |
| Riachuelo (LR)     | 89-82  | La Unión de Formosa | Superdomo                 | 28 de enero | 22:00 |
| Ferro (BA)         | 87-78  | Unión (SF)          | Héctor Etchart            | 29 de enero | 11:00 |
| Regatas Corrientes | 116-88 | Atenas              | José Jorge Contte         | 29 de enero | 21:30 |
| Hispano Americano  | 73-88  | Instituto           | Juan Bautista Rocha       | 30 de enero | 20:00 |
| Comunicaciones (M) | 89-75  | Ciclista Olímpico   | Comunicaciones            | 30 de enero | 21:00 |

| Oberá TC            | 85-90  | Riachuelo (LR)    | Luis Derna                    | 31 de enero  | 21:00 |
| Peñarol             | 80-65  | Unión (SF)        | Islas Malvinas                | 31 de enero  | 21:00 |
| San Martín (C)      | 77-66  | Atenas            | El Fortín Rojinegro           | 31 de enero  | 21:30 |
| Platense            | 77-84  | Instituto         | Ciudad de Vicente López       | 1 de febrero | 21:00 |
| Gimnasia (CR)       | 75-57  | Hispano Americano | Socios Fundadores             | 2 de febrero | 21:00 |
| Peñarol             | 68-71  | Boca Juniors      | Islas Malvinas                | 2 de febrero | 21:00 |
| Comunicaciones (M)  | 77-84  | Riachuelo (LR)    | Comunicaciones                | 2 de febrero | 21:30 |
| La Unión de Formosa | 91-83  | Atenas            | Cincuentenario                | 2 de febrero | 22:00 |
| San Lorenzo (BA)    | 84-76  | Instituto         | Polideportivo Roberto Pando   | 3 de febrero | 20:00 |
| Boca Juniors        | 77-61  | Obras Basket      | Luis Conde                    | 4 de febrero | 21:00 |
| Regatas Corrientes  | 109-94 | Platense          | José Jorge Contte             | 4 de febrero | 21:30 |
| Ferro (BA)          | 72-57  | San Lorenzo (BA)  | Héctor Etchart                | 5 de febrero | 11:00 |
| Hispano Americano   | 64-73  | Ciclista Olímpico | Municipal Juan Bautista Rocha | 6 de febrero | 20:00 |
| Instituto           | 88-83  | Quimsa            | Ángel Sandrín                 | 6 de febrero | 21:00 |
| San Martín (C)      | 71-67  | Platense          | El Fortín Rojinegro           | 6 de febrero | 21:30 |

| Unión (SF)          | 103-98  | Comunicaciones (M)  | Ángel Malvicino              | 7 de febrero  | 21:00 |
| Argentino (J)       | 85-90   | Ferro (BA)          | El Fortín de las Morochas    | 7 de febrero  | 21:30 |
| Riachuelo (LR)      | 81-86   | Boca Juniors        | Superdomo                    | 7 de febrero  | 22:00 |
| Atenas              | 70-76   | Quimsa              | Carlos Cerutti               | 8 de febrero  | 21:30 |
| La Unión de Formosa | 81-87   | Platense            | Polideportivo Cincuentenario | 8 de febrero  | 22:00 |
| San Lorenzo (BA)    | 78-76   | Ciclista Olímpico   | Roberto Pando                | 8 de febrero  | 22:00 |
| Gimnasia (CR)       | 114-70  | Obras Basket        | Socios Fundadores            | 9 de febrero  | 21:00 |
| Hispano Americano   | 89-96   | Oberá TC            | Juan Bautista Rocha          | 9 de febrero  | 21:00 |
| Instituto           | 74-69   | Comunicaciones (M)  | Ángel Sandrín                | 9 de febrero  | 21:00 |
| Regatas Corrientes  | 74-77   | San Martín (C)      | José Jorge Contte            | 9 de febrero  | 21:30 |
| Boca Juniors        | 69-85   | Peñarol             | Luis Conde                   | 10 de febrero | 20:30 |
| Unión (SF)          | 88-80   | Quimsa              | Ángel Malvicino              | 10 de febrero | 21:00 |
| Gimnasia (CR)       | 90-70   | Ferro (BA)          | Socios Fundadores            | 11 de febrero | 21:00 |
| Platense            | 71-64   | Oberá TC            | Ciudad de Vicente López      | 11 de febrero | 21:00 |
| Atenas              | 105-98  | Riachuelo (LR)      | Carlos Cerutti               | 11 de febrero | 21:00 |
| Obras Basket        | 86-80   | Peñarol             | Obras Sanitarias             | 12 de febrero | 11:00 |
| Comunicaciones (M)  | 84-80   | La Unión de Formosa | Comunicaciones               | 12 de febrero | 21:00 |
| Instituto           | 106-101 | Riachuelo (LR)      | Ángel Sandrín                | 13 de febrero | 20:00 |
| Hispano Americano   | 74-100  | Ferro (BA)          | Juan Bautista Rocha          | 13 de febrero | 20:00 |
| Regatas Corrientes  | 84-79   | Boca Juniors        | José Jorge Contte            | 13 de febrero | 21:30 |
| San Martín (C)      | 77-66   | Unión (SF)          | El Fortín Rojinegro          | 13 de febrero | 21:30 |

| San Lorenzo (BA)    | 73-76   | Peñarol             | Roberto Pando                | 14 de febrero | 20:00 |
| Oberá TC            | 84-81   | La Unión de Formosa | Luis Derna                   | 14 de febrero | 21:00 |
| Platense            | 95-72   | Obras Basket        | Ciudad de Vicente López      | 14 de febrero | 21:00 |
| Regatas Corrientes  | 112-110 | Unión (SF)          | José Jorge Contte            | 15 de febrero | 21:30 |
| San Martín (C)      | 88-83   | Boca Juniors        | El Fortín Rojinegro          | 15 de febrero | 21:30 |
| Atenas              | 86-82   | Comunicaciones (M)  | Carlos Cerutti               | 15 de febrero | 21:30 |
| Ciclista Olímpico   | 95-80   | Gimnasia (CR)       | Vicente Rosales              | 15 de febrero | 22:00 |
| Ferro (BA)          | 87-82   | Argentino (J)       | Héctor Etchart               | 16 de febrero | 21:00 |
| Peñarol             | 100-77  | Obras Basket        | Polideportivo Islas Malvinas | 17 de febrero | 21:00 |
| Riachuelo (LR)      | 86-95   | Comunicaciones (M)  | Superdomo                    | 17 de febrero | 22:00 |
| La Unión de Formosa | 97-93   | Unión (SF)          | Polideportivo Cincuentenario | 17 de febrero | 22:00 |
| Quimsa              | 89-80   | Gimnasia (CR)       | Ciudad                       | 17 de febrero | 22:00 |
| Boca Juniors        | 80-64   | Argentino (J)       | Luis Conde                   | 18 de febrero | 20:00 |
| Platense            | 81-102  | Regatas Corrientes  | Ciudad de Vicente López      | 18 de febrero | 21:00 |
| Atenas              | 84-92   | San Martín (C)      | Carlos Cerutti               | 18 de febrero | 21:30 |
| San Lorenzo (BA)    | 73-82   | Gimnasia (CR)       | Polideportivo Roberto Pando  | 19 de febrero | 11:00 |
| Instituto           | 99-72   | San Martín (C)      | Ángel Sandrín                | 20 de febrero | 20:00 |
| Hispano Americano   | 87-73   | Regatas Corrientes  | Juan Bautista Rocha          | 20 de febrero | 20:00 |
| Obras Basket        | 74-69   | Boca Juniors        | Obras Sanitarias             | 20 de febrero | 20:00 |
| Quimsa              | 78-76   | Riachuelo (LR)      | Ciudad                       | 20 de febrero | 21:00 |

| 21/02 a 1/03, semana de receso por las eliminatorias al mundial 2023. |
| --------------------------------------------------------------------- |

| Boca Juniors      | 70-71 | Riachuelo (LR)      | Luis Conde                   | 1 de marzo | 20:30 |
| Hispano Americano | 88-84 | Comunicaciones (M)  | Juan Bautista Rocha          | 1 de marzo | 21:00 |
| Peñarol           | 91-89 | San Martín (C)      | Polideportivo Islas Malvinas | 1 de marzo | 21:00 |
| Argentino (J)     | 73-86 | Oberá TC            | El Fortín de las Morochas    | 1 de marzo | 21:30 |
| Quimsa            | 92-56 | La Unión de Formosa | Ciudad                       | 2 de marzo | 22:00 |
| Obras Basket      | 71-73 | Riachuelo (LR)      | Obras Sanitarias             | 3 de marzo | 20:00 |
| San Lorenzo (BA)  | 86-77 | Platense            | Polideportivo Roberto Pando  | 3 de marzo | 20:00 |
| Unión (SF)        | 85-93 | Oberá TC            | Ángel Malvicino              | 3 de marzo | 21:00 |
| Boca Juniors      | 97-73 | Instituto           | Luis Conde                   | 3 de marzo | 21:00 |
| Ferro (BA)        | 91-79 | San Martín (C)      | Héctor Etchart               | 3 de marzo | 21:00 |
| Gimnasia (CR)     | 88-83 | Comunicaciones (M)  | Socios Fundadores            | 3 de marzo | 21:00 |
| Peñarol           | 73-71 | Argentino (J)       | Polideportivo Islas Malvinas | 4 de marzo | 21:00 |
| Ciclista Olímpico | 83-69 | La Unión de Formosa | Vicente Rosales              | 4 de marzo | 22:00 |
| Quimsa            | 87-70 | Regatas Corrientes  | Estadio Ciudad               | 4 de marzo | 22:00 |
| Obras Basket      | 66-81 | San Martín (C)      | Obras Sanitarias             | 5 de marzo | 20:00 |
| Ferro (BA)        | 70-86 | Instituto           | Héctor Etchart               | 5 de marzo | 21:00 |
| Hispano Americano | 89-95 | Unión (SF)          | Juan Bautista Rocha          | 6 de marzo | 20:00 |
| Platense          | 86-79 | Argentino (J)       | Ciudad de Vicente López      | 6 de marzo | 21:00 |
| Gimnasia (CR)     | 89-86 | Boca Juniors        | Socios Fundadores            | 6 de marzo | 21:00 |
| Ciclista Olímpico | 80-79 | Regatas Corrientes  | Vicente Rosales              | 6 de marzo | 22:00 |

| Obras Basket       | 77-94  | Instituto           | Obras Sanitarias            | 7 de marzo  | 20:00 |
| Oberá TC           | 80-70  | Atenas              | Luis Derna                  | 7 de marzo  | 21:00 |
| Comunicaciones (M) | 71-68  | Peñarol             | Comunicaciones              | 7 de marzo  | 21:30 |
| Hispano Americano  | 100-82 | Boca Juniors        | Juan Bautista Rocha         | 8 de marzo  | 21:00 |
| Platense           | 96-76  | Unión (SF)          | Ciudad de Vicente López     | 8 de marzo  | 21:00 |
| Riachuelo (LR)     | 84-88  | Quimsa              | Superdomo                   | 8 de marzo  | 22:00 |
| Gimnasia (CR)      | 89-81  | Instituto           | Socios Fundadores           | 9 de marzo  | 21:00 |
| Oberá TC           | 83-71  | Peñarol             | Luis Derna                  | 9 de marzo  | 21:00 |
| Ferro (BA)         | 78-80  | Ciclista Olímpico   | Héctor Etchart              | 9 de marzo  | 21:00 |
| Comunicaciones (M) | 87-74  | Atenas              | Comunicaciones              | 9 de marzo  | 21:30 |
| Regatas Corrientes | 61-66  | La Unión de Formosa | José Jorge Contte           | 9 de marzo  | 21:30 |
| Argentino (J)      | 94-83  | Obras Basket        | El Fortín de las Morochas   | 10 de marzo | 21:30 |
| San Lorenzo (BA)   | 68-75  | Ferro (BA)          | Polideportivo Roberto Pando | 11 de marzo | 21:00 |
| Unión (SF)         | 86-73  | Atenas              | Ángel Malvicino             | 11 de marzo | 21:00 |
| Platense           | 64-75  | Ciclista Olímpico   | Ciudad de Vicente López     | 11 de marzo | 21:00 |
| San Martín (C)     | 83-66  | La Unión de Formosa | El Fortín Rojinegro         | 11 de marzo | 21:30 |
| Oberá TC           | 71-84  | Regatas Corrientes  | Luis Derna                  | 12 de marzo | 11:00 |
| Argentino (J)      | 88-70  | Riachuelo (LR)      | El Fortín de las Morochas   | 12 de marzo | 21:30 |
| Gimnasia (CR)      | 75-74  | Ciclista Olímpico   | Socios Fundadores           | 13 de marzo | 21:00 |

| Oberá TC            | 79-86   | San Martín (C)     | Luis Derna          | 14 de marzo | 21:00 |
| Comunicaciones (M)  | 82-86   | Regatas Corrientes | Comunicaciones      | 14 de marzo | 21:30 |
| Instituto           | 83-85   | Hispano Americano  | Ángel Sandrín       | 15 de marzo | 21:00 |
| La Unión de Formosa | 83-77   | San Lorenzo (BA)   | Cincuentenario      | 15 de marzo | 22:00 |
| Comunicaciones (M)  | 102-98  | San Martín (C)     | Comunicaciones      | 16 de marzo | 21:30 |
| Riachuelo (LR)      | 69-87   | Platense           | Superdomo           | 16 de marzo | 22:00 |
| Quimsa              | 81-90   | Peñarol            | Ciudad              | 16 de marzo | 22:00 |
| Regatas Corrientes  | 98-72   | San Lorenzo (BA)   | José Jorge Contte   | 17 de marzo | 21:30 |
| Atenas              | 78-69   | Hispano Americano  | Carlos Cerutti      | 17 de marzo | 21:30 |
| La Unión de Formosa | 82-77   | Argentino (J)      | Cincuentenario      | 17 de marzo | 22:00 |
| Boca Juniors        | 95-59   | Ferro (BA)         | Luis Conde          | 18 de marzo | 21:00 |
| Quimsa              | 88-71   | Platense           | Ciudad              | 18 de marzo | 22:00 |
| Ciclista Olímpico   | 89-92   | Peñarol            | Vicente Rosales     | 18 de marzo | 22:00 |
| San Martín (C)      | 85-78   | San Lorenzo (BA)   | El Fortín Rojinegro | 19 de marzo | 11:00 |
| Obras Basket        | 76-77   | Hispano Americano  | Obras Sanitarias    | 19 de marzo | 20:30 |
| Atenas              | 109-101 | Oberá TC           | Carlos Cerutti      | 19 de marzo | 21:30 |
| Riachuelo (LR)      | 86-80   | Unión (SF)         | Superdomo           | 19 de marzo | 21:30 |
| Regatas Corrientes  | 90-93   | Argentino (J)      | José Jorge Contte   | 19 de marzo | 21:30 |
| Ciclista Olímpico   | 70-73   | Platense           | Vicente Rosales     | 20 de marzo | 22:00 |

| Boca Juniors        | 73-78  | Comunicaciones (M) | Luis Conde                   | 21 de marzo | 21:00 |
| Instituto           | 79-76  | Oberá TC           | Ángel Sandrín                | 21 de marzo | 21:00 |
| San Martín (C)      | 79-85  | Argentino (J)      | El Fortín Rojinegro          | 21 de marzo | 21:30 |
| Atenas              | 72-80  | Unión (SF)         | Polideportivo Carlos Cerutti | 21 de marzo | 21:30 |
| Peñarol             | 72-65  | Gimnasia (CR)      | Polideportivo Islas Malvinas | 22 de marzo | 22:00 |
| San Lorenzo (BA)    | 108-80 | Comunicaciones (M) | Polideportivo Roberto Pando  | 23 de marzo | 20:00 |
| Hispano Americano   | 79-84  | Obras Basket       | Juan Bautista Rocha          | 23 de marzo | 21:00 |
| Instituto           | 89-66  | Unión (SF)         | Ángel Sandrín                | 23 de marzo | 21:00 |
| Regatas Corrientes  | 83-92  | Ferro (BA)         | José Jorge Contte            | 23 de marzo | 21:30 |
| Riachuelo (LR)      | 83-87  | Oberá TC           | Superdomo                    | 23 de marzo | 22:00 |
| Ciclista Olímpico   | 85-70  | Quimsa             | Vicente Rosales              | 23 de marzo | 22:00 |
| San Martin (C)      | 73-77  | Ferro (BA)         | El Fortín Rojinegro          | 24 de marzo | 21:30 |
| Argentino (J)       | 66-75  | Gimnasia (CR)      | El Fortín de las Morochas    | 24 de marzo | 21:30 |
| La Unión de Formosa | 67-88  | Boca Juniors       | Polideportivo Cincuentenario | 24 de marzo | 22:00 |
| Platense            | 90-83  | Comunicaciones (M) | Ciudad de Vicente López      | 25 de marzo | 21:00 |
| Quimsa              | 81-71  | Ciclista Olímpico  | Ciudad                       | 25 de marzo | 22:00 |
| Obras Basket        | 76-78  | Gimnasia (CR)      | Obras Sanitarias             | 26 de marzo | 11:00 |
| Hispano Americano   | 75-71  | Atenas             | Juan Bautista Rocha          | 26 de marzo | 20:00 |
| Oberá TC            | 89-87  | Boca Juniors       | Luis Derna                   | 26 de marzo | 21:00 |
| Argentino (J)       | 87-98  | Instituto          | El Fortín de las Morochas    | 26 de marzo | 21:30 |
| La Unión de Formosa | 82-73  | Ferro (BA)         | Polideportivo Cincuentenario | 26 de marzo | 21:30 |
| Quimsa              | 89-78  | San Lorenzo (BA)   | Ciudad                       | 27 de marzo | 21:00 |

| Obras Basket        | 87-92  | Atenas              | Obras Sanitarias          | 28 de marzo | 20:00 |
| Peñarol             | 80-90  | Instituto           | Islas Malvinas            | 28 de marzo | 21:00 |
| Hispano Americano   | 70-73  | La Unión de Formosa | Juan Bautista Rocha       | 29 de marzo | 21:00 |
| Ciclista Olímpico   | 97-70  | San Lorenzo (BA)    | Vicente Rosales           | 29 de marzo | 22:00 |
| Argentino (J)       | 87-84  | Quimsa              | El Fortín de las Morochas | 21:30       | 21:30 |
| Regatas Corrientes  | 104-82 | Riachuelo (LR)      | José Jorge Contte         | 21:30       | 21:30 |
| Boca Juniors        | 116-66 | La Unión de Formosa | Luis Conde                | 31 de marzo | 20:30 |
| Unión (SF)          | 79-74  | Obras Basket        | Ángel Malvicino           | 31 de marzo | 21:00 |
| Hispano Americano   | 85-74  | Peñarol             | Juan Bautista Rocha       | 31 de marzo | 21:00 |
| Gimnasia (CR)       | 75-97  | Quimsa              | Socios Fundadores         | 1 de abril  | 21:00 |
| San Martín (C)      | 85-89  | Riachuelo (LR)      | El Fortín Rojinegro       | 1 de abril  | 21:30 |
| San Lorenzo (BA)    | 91-87  | Boca Juniors        | Roberto Pando             | 2 de abril  | 20:00 |
| Ferro (BA)          | 90-78  | Peñarol             | Héctor Etchart            | 2 de abril  | 21:00 |
| Comunicaciones (M)  | 68-64  | Obras Basket        | Comunicaciones            | 2 de abril  | 21:00 |
| Regatas Corrientes  | 80-62  | Oberá TC            | José Jorge Contte         | 2 de abril  | 21:30 |
| Atenas              | 80-76  | Ciclista Olímpico   | Carlos Cerutti            | 2 de abril  | 21:30 |
| Hispano Americano   | 88-80  | Argentino (J)       | Juan Bautista Rocha       | 3 de abril  | 20:00 |
| Platense            | 66-91  | Quimsa              | Ciudad de Vicente López   | 3 de abril  | 21:00 |
| La Unión de Formosa | 101-82 | Riachuelo (LR)      | Cincuentenario            | 3 de abril  | 21:30 |

| Instituto          | 93-87   | Ciclista Olímpico  | Ángel Sandrín                   | 4 de abril  | 21:00 |
| Comunicaciones (M) | 85-91   | Oberá TC           | Comunicaciones                  | 4 de abril  | 21:30 |
| Obras Basket       | 75-77   | Argentino (J)      | Obras Sanitarias                | 5 de abril  | 20:00 |
| Platense           | 76-96   | San Lorenzo (BA)   | Ciudad de Vicente López         | 6 de abril  | 21:00 |
| Atenas             | 85-74   | Gimnasia (CR)      | Carlos Cerutti                  | 7 de abril  | 21:30 |
| Unión (SF)         | 108-102 | Hispano Americano  | Ángel Malvicino                 | 8 de abril  | 21:00 |
| Platense           | 91-65   | Ferro (BA)         | Estadio Ciudad de Vicente López | 8 de abril  | 21:00 |
| Argentino (J)      | 75-83   | Regatas Corrientes | El Fortín de las Morochas       | 8 de abril  | 21:30 |
| Instituto          | 91-81   | Gimnasia (CR)      | Ángel Sandrín                   | 9 de abril  | 11:00 |
| Obras Basket       | 78-50   | San Lorenzo (BA)   | Obras Sanitarias                | 10 de abril | 20:00 |
| Comunicaciones (M) | 101-84  | Hispano Americano  | Comunicaciones                  | 10 de abril | 21:00 |
| Unión (SF)         | 90-93   | Regatas Corrientes | Ángel Malvicino                 | 10 de abril | 21:00 |
| Ciclista Olímpico  | 78-82   | Atenas             | Vicente Rosales                 | 10 de abril | 22:00 |

| Riachuelo (LR)      | 81-87  | Gimnasia (CR)      | Superdomo                    | 11 de abril | 20:30 |
| Peñarol             | 84-49  | Platense           | Islas Malvinas               | 11 de abril | 21:00 |
| La Unión de Formosa | 66-81  | San Martín (C)     | Cincuentenario               | 11 de abril | 22:00 |
| Boca Juniors        | 94-68  | San Lorenzo (BA)   | Luis Conde                   | 12 de abril | 19:00 |
| Oberá TC            | 90-83  | Hispano Americano  | Luis Derna                   | 12 de abril | 21:00 |
| Quimsa              | 94-88  | Atenas             | Ciudad                       | 12 de abril | 22:00 |
| Obras Basket        | 75-77  | Quimsa             | Ciudad                       | 14 de abril | 20:00 |
| Boca Juniors        | 93-72  | Hispano Americano  | Luis Conde                   | 14 de abril | 20:30 |
| Riachuelo (LR)      | 87-97  | Atenas             | Superdomo                    | 14 de abril | 22:00 |
| San Lorenzo (BA)    | 79-93  | Quimsa             | Polideportivo Roberto Pando  | 16 de abril | 11:00 |
| Argentino (J)       | 92-66  | Peñarol            | El Fortín de las Morochas    | 16 de abril | 20:00 |
| Unión (SF)          | 91-105 | San Martín (C)     | Ángel Malvicino              | 16 de abril | 21:00 |
| Ferro (BA)          | 58-78  | Boca Juniors       | Héctort Etchart              | 16 de abril | 21:00 |
| Unión (SF)          | 71-87  | Peñarol            | Ángel Malvicino              | 18 de abril | 21:00 |
| Hispano Americano   | 68-72  | Quimsa             | Juan Bautista Rocha          | 18 de abril | 21:00 |
| Gimnasia (CR)       | 82-80  | San Lorenzo (BA)   | Socios Fundadores            | 18 de abril | 21:00 |
| Oberá TC            | 112-79 | Comunicaciones (M) | Luis Derna                   | 18 de abril | 21:00 |
| Ferro (BA)          | 79-68  | Obras Basket       | Héctor Etchart               | 18 de abril | 21:00 |
| Platense            | 67-88  | Boca Juniors       | Ciudad de Vicente López      | 18 de abril | 21:00 |
| Atenas              | 84-95  | Instituto          | Carlos Cerutti               | 18 de abril | 21:00 |
| Argentino (J)       | 92-97  | San Martín (C)     | El Fortín de las Morochas    | 18 de abril | 21:00 |
| Riachuelo (LR)      | 85-80  | Ciclista Olímpico  | Superdomo                    | 18 de abril | 21:00 |
| La Unión de Formosa | 87-98  | Regatas Corrientes | Polideportivo Cincuentenario | 18 de abril | 21:00 |

### Segunda fase; play-offs

#### Play-offs de permanencia
Unión (Santa Fe) - Hispano Americano
| 29 de abril, 21:00 | Unión (SF)                                                 | 71–80                | Hispano Americano                                                | Santa Fe                                                                                         |  |  |
|                    | Parciales: 13-11, 22-28, 21-17, 15-24                      |                      |                                                                  |                                                                                                  |  |  |
|                    | Estadísticas Daniel Hure 20 Iván Basualdo 9 Andrés Jaime 5 | Reporte Pts Reb Asts | Estadísticas 29 Marcos Saglietti 11 Brandon Moss 4 Luis Cequeira | Pabellón: Estadio Ángel Malvicino Árbitros: * Alejandro Chiti * Fernando Sampietro * Ariel Rosas |  |  |
| Serie: 0-1         |                                                            |                      |                                                                  |                                                                                                  |  |  |
|                    |                                                            |                      |                                                                  |                                                                                                  |  |  |

| 1 de mayo, 20:00 | Unión (SF)                                                          | 76–83                | Hispano Americano                                                   | Santa Fe |  |  |
|                  | Parciales: 24-22, 20-19, 19-19, 13-23                               |                      |                                                                     | |  |  |
|                  | Estadísticas Jeantal Cylla 20 Iván Basualdo 11 Juan Pablo Cantero 7 | Reporte Pts Reb Asts | Estadísticas 22 Marcos Saglietti 10 Brandon Moss 3 Marcos Saglietti | Pabellón: Estadio Ángel Malvicino Árbitros: * Diego Rougier * Daniel Rodrigo * Roberto Smith Televisión: TyC Sports 2 |  |  |
| Serie: 0-2       |                                                                     |                      |                                                                     | |  |  |
|                  |                                                                     |                      |                                                                     | |  |  |

| 5 de mayo, 21:00 | Hispano Americano                                                    | 68–73                | Unión (SF)                                                     | Río Gallegos |  |  |
|                  | Parciales: 21-21, 13-14, 20-18, 14-20                                |                      |                                                                | |  |  |
|                  | Estadísticas Deionte Simmons 14 Deionte Simmons 9 Marcos Saglietti 5 | Reporte Pts Reb Asts | Estadísticas 22 Justin Everett 12 Iván Basualdo 4 Andrés Jaime | Pabellón: Estadio Municipal Juan Bautista Rocha Árbitros: * Fabricio Vito * Rodrigo Castillo * Alejandro Trias Televisión: TyC Sports |  |  |
| Serie: 2-1       |                                                                      |                      |                                                                | |  |  |
|                  |                                                                      |                      |                                                                | |  |  |

| 6 de mayo, 21:00 | Hispano Americano                                                 | 68–99                | Unión (SF)                                                             | Río Gallegos |  |  |
|                  | Parciales: 18-21, 22-29, 19-21, 9-28                              |                      |                                                                        | |  |  |
|                  | Estadísticas Brandon Moss 17 Deionte Simmons 7 Marcos Saglietti 3 | Reporte Pts Reb Asts | Estadísticas 19 Andrés Jaime 9 Maximiliano Martín 6 Juan Pablo Cantero | Pabellón: Estadio Municipal Juan Bautista Rocha Árbitros: * Pablo Estévez * Sergio Tarifeño * Alejandro Zanabone |  |  |
| Serie: 2-2       |                                                                   |                      |                                                                        | |  |  |
|                  |                                                                   |                      |                                                                        | |  |  |

| 11 de mayo, 21:00 | Unión (SF)                                                         | 83–73                | Hispano Americano                                              | Santa Fe                                                                                     |  |  |
|                   | Parciales: 22-22, 24-17, 17-19, 20-15                              |                      |                                                                |                                                                                              |  |  |
|                   | Estadísticas Juan Pablo Cantero 18 Iván Basualdo 15 Andrés Jaime 5 | Reporte Pts Reb Asts | Estadísticas 28 Brandon Moss 9 Deionte Simmons 8 Luis Cequeira | Pabellón: Estadio Ángel Malvicino Árbitros: * Fabricio Vito * Alejandro Chiti * Raúl Sánchez |  |  |
| Serie: 3-2        |                                                                    |                      |                                                                |                                                                                              |  |  |
|                   |                                                                    |                      |                                                                |                                                                                              |  |  |

| Unión (Santa Fe) Ganador; mantiene la división | Hispano Americano Perdedor; desciende |

#### Play-offs de campeonato

##### Cuadro
|  | Reclasificación | Reclasificación    | Reclasificación |                    |   | Cuartos de final | Cuartos de final | Cuartos de final |  |     | Semifinales | Semifinales | Semifinales |  |     | Final  | Final | Final |  |
|  |                 |                    |                 |                    |   |                  |                  |                  |  |     |             |             |             |  |     |        |       |       |  |
|  |                 |                    |                 |                    |   |                  |                  |                  |  |     |             |             |             |  |     |        |       |       |  |
|  |                 |                    |                 |                    |   |                  |                  |                  |  |     |             |             |             |  |     |        |       |       |  |
|  |                 |                    |                 |                    |   |                  |                  |                  |  |     |             |             |             |  |     |        |       |       |  |
|  |                 |                    |                 |                    |   |                  |                  |                  |  |     |             |             |             |  |     |        |       |       |  |
|  |                 | 1.°                | Quimsa          | 3                  |   |                  |                  |                  |  |     |             |             |             |  |     |        |       |       |  |
|  |                 |                    |                 | 3                  |   |                  |                  |                  |  |     |             |             |             |  |     |        |       |       |  |
|  |                 |                    | 8.°             | Oberá Tenis Club   | 0 |                  |                  |                  |  |     |             |             |             |  |     |        |       |       |  |
|  | 8.°             | Oberá Tenis Club   | 8.°             | Oberá Tenis Club   | 0 | 2                |                  |                  |  |     |             |             |             |  |     |        |       |       |  |
|  | 8.°             | Oberá Tenis Club   |                 |                    |   |                  |                  |                  |  |     |             |             |             |  |     |        |       |       |  |
|  | 9.°             | Ferro (BA)         | 0               |                    |   |                  |                  |                  |  |     |             |             |             |  |     |        |       |       |  |
|  | 9.°             | Ferro (BA)         | 0               |                    |   |                  |                  |                  |  | 1.° | Quimsa      | 3           |             |  |     |        |       |       |  |
|  |                 |                    |                 |                    |   |                  |                  |                  |  | 1.° | Quimsa      | 3           |             |  |     |        |       |       |  |
|  |                 |                    | 5.°             | Boca Juniors       | 1 |                  |                  |                  |  |     |             |             |             |  |     |        |       |       |  |
|  |                 |                    | 5.°             | Boca Juniors       | 1 |                  |                  |                  |  |     |             |             |             |  |     |        |       |       |  |
|  |                 |                    |                 |                    |   |                  |                  |                  |  |     |             |             |             |  |     |        |       |       |  |
|  |                 |                    |                 |                    |   |                  |                  |                  |  |     |             |             |             |  |     |        |       |       |  |
|  |                 | 4.°                | Peñarol         | 1                  |   |                  |                  |                  |  |     |             |             |             |  |     |        |       |       |  |
|  |                 |                    |                 | 1                  |   |                  |                  |                  |  |     |             |             |             |  |     |        |       |       |  |
|  |                 |                    | 5.°             | Boca Juniors       | 3 |                  |                  |                  |  |     |             |             |             |  |     |        |       |       |  |
|  | 5.°             | Boca Juniors       | 5.°             | Boca Juniors       | 3 | 2                |                  |                  |  |     |             |             |             |  |     |        |       |       |  |
|  | 5.°             | Boca Juniors       |                 |                    |   |                  |                  |                  |  |     |             |             |             |  |     |        |       |       |  |
|  | 12.°            | San Lorenzo (BA)   | 0               |                    |   |                  |                  |                  |  |     |             |             |             |  |     |        |       |       |  |
|  | 12.°            | San Lorenzo (BA)   | 0               |                    |   |                  |                  |                  |  |     |             |             |             |  | 1.° | Quimsa | 2     |       |  |
|  |                 |                    |                 |                    |   |                  |                  |                  |  |     |             |             |             |  | 1.° | Quimsa | 2     |       |  |
|  |                 |                    | 3.°             | Instituto          | 3 |                  |                  |                  |  |     |             |             |             |  |     |        |       |       |  |
|  |                 |                    | 3.°             | Instituto          | 3 |                  |                  |                  |  |     |             |             |             |  |     |        |       |       |  |
|  |                 |                    |                 |                    |   |                  |                  |                  |  |     |             |             |             |  |     |        |       |       |  |
|  |                 |                    |                 |                    |   |                  |                  |                  |  |     |             |             |             |  |     |        |       |       |  |
|  |                 | 2.°                | Gimnasia (CR)   | 1                  |   |                  |                  |                  |  |     |             |             |             |  |     |        |       |       |  |
|  |                 |                    |                 | 1                  |   |                  |                  |                  |  |     |             |             |             |  |     |        |       |       |  |
|  |                 |                    | 7.°             | San Martín (C)     | 3 |                  |                  |                  |  |     |             |             |             |  |     |        |       |       |  |
|  | 7.°             | San Martín (C)     | 7.°             | San Martín (C)     | 3 | 2                |                  |                  |  |     |             |             |             |  |     |        |       |       |  |
|  | 7.°             | San Martín (C)     |                 |                    |   |                  |                  |                  |  |     |             |             |             |  |     |        |       |       |  |
|  | 10.°            | Ciclista Olímpico  | 0               |                    |   |                  |                  |                  |  |     |             |             |             |  |     |        |       |       |  |
|  | 10.°            | Ciclista Olímpico  | 0               |                    |   |                  |                  |                  |  | 3.º | Instituto   | 3           |             |  |     |        |       |       |  |
|  |                 |                    |                 |                    |   |                  |                  |                  |  | 3.º | Instituto   | 3           |             |  |     |        |       |       |  |
|  |                 |                    | 7.º             | San Martín (C)     | 2 |                  |                  |                  |  |     |             |             |             |  |     |        |       |       |  |
|  |                 |                    | 7.º             | San Martín (C)     | 2 |                  |                  |                  |  |     |             |             |             |  |     |        |       |       |  |
|  |                 |                    |                 |                    |   |                  |                  |                  |  |     |             |             |             |  |     |        |       |       |  |
|  |                 |                    |                 |                    |   |                  |                  |                  |  |     |             |             |             |  |     |        |       |       |  |
|  |                 | 3.°                | Instituto       | 3                  |   |                  |                  |                  |  |     |             |             |             |  |     |        |       |       |  |
|  |                 |                    |                 | 3                  |   |                  |                  |                  |  |     |             |             |             |  |     |        |       |       |  |
|  |                 |                    | 6.°             | Regatas Corrientes | 1 |                  |                  |                  |  |     |             |             |             |  |     |        |       |       |  |
|  | 6.°             | Regatas Corrientes | 6.°             | Regatas Corrientes | 1 | 2                |                  |                  |  |     |             |             |             |  |     |        |       |       |  |
|  | 6.°             | Regatas Corrientes |                 |                    |   |                  |                  |                  |  |     |             |             |             |  |     |        |       |       |  |
|  | 11.°            | Riachuelo (LR)     | 1               |                    |   |                  |                  |                  |  |     |             |             |             |  |     |        |       |       |  |
|  | 11.°            | Riachuelo (LR)     | 1               |                    |   |                  |                  |                  |  |     |             |             |             |  |     |        |       |       |  |
|  |                 |                    |                 |                    |   |                  |                  |                  |  |     |             |             |             |  |     |        |       |       |  |

Nota: Los equipos ubicados en la primera línea obtuvieron ventaja de localía.
Los resultados a la derecha de cada equipo representan los partidos ganados en la serie.

##### Reclasificación
Boca Juniors - San Lorenzo (Buenos Aires)
| 23 de abril, 11:00 | San Lorenzo (BA)                                                  | 63–91                | Boca Juniors                                                | Buenos Aires |  |  |
|                    | Parciales: 15-18, 10-25, 16-26, 22-22                             |                      |                                                             | |  |  |
|                    | Estadísticas Matías Sandes 13 Matías Sandes 10 Lucas Pérez Naim 4 | Reporte Pts Reb Asts | Estadísticas 24 Eloy Vargas 6 Eloy Vargas 7 Leandro Vildoza | Pabellón: Polideportivo Roberto Pando Árbitros: * Juan Fernández * Julio Dinamarca * Cristian Salguero Televisión: TyC Sports |  |  |
| Serie: 0-1         |                                                                   |                      |                                                             | |  |  |
|                    |                                                                   |                      |                                                             | |  |  |

| 26 de abril, 19:00 | Boca Juniors                                                 | 87–78                | San Lorenzo (BA)                                                         | Buenos Aires |  |  |
|                    | Parciales: 28-13, 16-18, 18-20, 25-27                        |                      |                                                                          | |  |  |
|                    | Estadísticas J. J. Avila 26 Eloy Vargas 13 Leandro Vildoza 9 | Reporte Pts Reb Asts | Estadísticas 23 Agustín Pérez Tapia 9 Leandro Cerminato 10 Matías Sandes | Pabellón: Microestadio Luis Conde Árbitros: * Fernando Sampietro * Danilo Molina * Alejandro Trias Televisión: DirecTV Sports |  |  |
| Serie: 2-0         |                                                              |                      |                                                                          | |  |  |
|                    |                                                              |                      |                                                                          | |  |  |

Regatas Corrientes - Riachuelo (La Rioja)
| 23 de abril, 21:30 | Riachuelo (LR)                                                    | 109–98               | Regatas Corrientes                                           | La Rioja                                                                    |  |  |
|                    | Parciales: 20-27, 24-18, 32-20, 33-33                             |                      |                                                              |                                                                             |  |  |
|                    | Estadísticas Gary Ricks Jr. 22 Pablo Espinoza 8 Nicolás Paletta 6 | Reporte Pts Reb Asts | Estadísticas 26 Nicolás Aguirre 12 Gary McGhee 3 Juan Arengo | Pabellón: Superdomo Árbitros: * Pablo Estévez * Roberto Smith * Ariel Rosas |  |  |
| Serie: 1-0         |                                                                   |                      |                                                              |                                                                             |  |  |
|                    |                                                                   |                      |                                                              |                                                                             |  |  |

| 26 de abril, 21:30 | Regatas Corrientes                                           | 103–72               | Riachuelo (LR)                                                          | Corrientes                                                                                      |  |
| | Parciales: 21-12, 30-18, 26-15, 26-27                        |                      |                                                                         |                                                                                                 |  |
| | Estadísticas Juan Arengo 20 Gary McGhee 16 Nicolás Aguirre 7 | Reporte Pts Reb Asts | Estadísticas 15 Selem Safar 8 Juan Pablo Corbalán 5 Juan Pablo Corbalán | Pabellón: Estadio José Jorge Contte Árbitros: * Oscar Brítez * Sergio Tarifeño * Nicolás D'Anna |  |
| Serie: 1-1 |                                                              |                      |                                                                         |                                                                                                 |  |
| El encuentro estuvo demorado a falta de cuatro minutos para finalizar el tercer cuarto cuando un simpatizante del equipo local arrojó una lata al campo de juego y casi impacta en un integrante de la delegación visitante. |                                                              |                      |                                                                         |                                                                                                 |  |

| 28 de abril, 21:30                                                                                   | Regatas Corrientes                                          | 92–85                | Riachuelo (LR)                                              | Corrientes                                                                                              |  |
| | Parciales: 23-27, 28-14, 25-23, 16-21                       |                      |                                                             | |  |
| | Estadísticas Facundo Piñero 21 Gary McGhee 14 Juan Arengo 6 | Reporte Pts Reb Asts | Estadísticas 20 Selem Safar 9 Rodrigo Sánchez 4 Selem Safar | Pabellón: Estadio José Jorge Contte Árbitros: * Alejandro Chiti * Fernando Sampietro * Leonardo Mendoza |  |
| Serie: 2-1                                                                                           |                                                             |                      |                                                             | |  |
| Encuentro disputado a puertas cerradas (sin público) por los eventos ocurridos en el partido previo. |                                                             |                      |                                                             | |  |

San Martín (Corrientes) - Ciclista Olímpico
| 22 de abril, 22:00 | Ciclista Olímpico                                                 | 106–111              | San Martín (C)                                                     | La Banda                                                                                          |  |  |
|                    | Parciales: 19-15, 23-20, 17-18, 18-24 (T.E.: 14-14, 15-20)        |                      |                                                                    |                                                                                                   |  |  |
|                    | Estadísticas Elyjah Clark 38 Leonardo Lema 10 Guillermo Aliende 4 | Reporte Pts Reb Asts | Estadísticas 24 Santiago Ferreyra 8 Emiliano Basabe 4 Leo Mainoldi | Pabellón: Estadio Vicente Rosales Árbitros: * Alejandro Chiti * Alejandro Zanabone * Jorge Chávez |  |  |
| Serie: 0-1         |                                                                   |                      |                                                                    |                                                                                                   |  |  |
|                    |                                                                   |                      |                                                                    |                                                                                                   |  |  |

| 25 de abril, 21:30 | San Martín (C)                                                        | 78–75                | Ciclista Olímpico                                                         | Corrientes |  |  |
|                    | Parciales: 14-20, 21-14, 16-16, 27-25                                 |                      |                                                                           | |  |  |
|                    | Estadísticas Emiliano Basabe 18 Emiliano Basabe 7 Santiago Ferreyra 6 | Reporte Pts Reb Asts | Estadísticas 21 Guillermo Aliende 7 Damián Tintorelli 6 Guillermo Aliende | Pabellón: Estadio Raúl Argentino Ortíz, El Fortín Rojinegro Árbitros: * Daniel Rodrigo * Sergio Tarifeño * Sebastián Vasallo |  |  |
| Serie: 2-0         |                                                                       |                      |                                                                           | |  |  |
|                    |                                                                       |                      |                                                                           | |  |  |

Oberá Tenis Club - Ferro Carril Oeste (Buenos Aires)
| 22 de abril, 21:00 | Ferro (BA)                                                        | 90–91                | Oberá TC                                                               | Buenos Aires                                                                                        |  |  |
|                    | Parciales: 18-27, 41-13, 11-32, 20-19                             |                      |                                                                        | |  |  |
|                    | Estadísticas Rodrigo Gallegos 19 Marco Luchi 5 Valentín Bettiga 6 | Reporte Pts Reb Asts | Estadísticas 35 Melvin Johnson 9 Samuel Givens 7 Nicolás De Los Santos | Pabellón: Estadio Héctor Etchart Árbitros: * Diego Rougier * Rodrigo Castillo * Maximiliano Cáceres |  |  |
| Serie: 0-1         |                                                                   |                      |                                                                        | |  |  |
|                    |                                                                   |                      |                                                                        | |  |  |

| 25 de abril, 21:00 | Oberá TC                                                          | 97–77                | Ferro (BA)                                                                | Oberá                                                                                         |  |  |
|                    | Parciales: 15-18, 19-18, 30-22, 33-19                             |                      |                                                                           |                                                                                               |  |  |
|                    | Estadísticas Melvin Jhonson 25 Clint Robinson 13 Melvin Jhonson 5 | Reporte Pts Reb Asts | Estadísticas 26 Eduardo Vasirani 8 Jonatan Torresi 6 Juan Ignacio Laterza | Pabellón: Estadio Dr. Luis Derna Árbitros: * Fabricio Vito * Gonzalo Delsart * Franco Anselmo |  |  |
| Serie: 2-0         |                                                                   |                      |                                                                           |                                                                                               |  |  |
|                    |                                                                   |                      |                                                                           |                                                                                               |  |  |

##### Cuartos de final
Quimsa - Oberá Tenis Club
| 1 de mayo, 21:00 | Quimsa                                                              | 101–83               | Oberá TC                                                          | Santiago del Estero                                                                   |  |  |
|                  | Parciales: 16-21, 25-26, 33-19, 27-17                               |                      |                                                                   |                                                                                       |  |  |
|                  | Estadísticas Davaunta Thomas 31 Eric Anderson Jr 10 Juan Brussino 7 | Reporte Pts Reb Asts | Estadísticas 21 Melvin Johnson 12 Clint Robinson 5 Jonatan Treise | Pabellón: Estadio Ciudad Árbitros: * Juan Fernández * Sergio Tarifeño * Alberto Ponzo |  |  |
| Serie: 1-0       |                                                                     |                      |                                                                   |                                                                                       |  |  |
|                  |                                                                     |                      |                                                                   |                                                                                       |  |  |

| 3 de mayo, 22:00 | Quimsa                                                              | 99–80                | Oberá TC                                                               | Santiago del Estero                                                                 |  |  |
|                  | Parciales: 21-14, 31-16, 24-28, 23-22                               |                      |                                                                        |                                                                                     |  |  |
|                  | Estadísticas Franco Baralle 24 Eric Anderson Jr 6 Davaunta Thomas 6 | Reporte Pts Reb Asts | Estadísticas 16 Samuel Givens 5 Facundo Giorgi 9 Nicolás De Los Santos | Pabellón: Estadio Ciudad Árbitros: * Daniel Rodrigo * Diego Rougier * Roberto Smith |  |  |
| Serie: 2-0       |                                                                     |                      |                                                                        |                                                                                     |  |  |
|                  |                                                                     |                      |                                                                        |                                                                                     |  |  |

| 6 de mayo, 22:00 | Oberá TC                                                                   | 75–90                | Quimsa                                                            | Oberá |  |  |
|                  | Parciales: 20-21, 19-27, 12-27, 24-15                                      |                      |                                                                   | |  |  |
|                  | Estadísticas Martín Fernández 23 Clint Robinson 8 Nicolás De Los Santos 11 | Reporte Pts Reb Asts | Estadísticas 22 Davaunta Thomas 5 Mauro Cosolito 6 Franco Baralle | Pabellón: Estadio Dr. Luis Derna Árbitros: * Alejandro Chiti * Rodrigo Castillo * Javier Mendoza Televisión: DirecTV Sports |  |  |
| Serie: 0-3       |                                                                            |                      |                                                                   | |  |  |
|                  |                                                                            |                      |                                                                   | |  |  |

Gimnasia y Esgrima (Comodoro Rivadavia) - San Martín (Corrientes)
| 1 de mayo, 21:00 | Gimnasia (CR)                                                       | 80–85                | San Martín (C)                                                                           | Comodoro Rivadavia                                                                                 |  |  |
|                  | Parciales: 14-23, 19-13, 25-24, 22-25                               |                      |                                                                                          | |  |  |
|                  | Estadísticas Sebastián Vega 18 Yoanki Mencia 13 Sebastián Orresta 7 | Reporte Pts Reb Asts | Estadísticas 27 Fabián Ramírez Barrios 7 Fabián Ramírez Barrios 3 Fabián Ramírez Barrios | Pabellón: Estadio Socios Fundadores Árbitros: * Oscar Brítez * Julio Dinamarca * Cristian Salguero |  |  |
| Serie: 0-1       |                                                                     |                      |                                                                                          | |  |  |
|                  |                                                                     |                      |                                                                                          | |  |  |

| 3 de mayo, 21:00 | Gimnasia (CR)                                                        | 65–58                | San Martín (C)                                                 | Comodoro Rivadavia                                                                              |  |  |
|                  | Parciales: 13-11, 18-20, 23-17, 11-10                                |                      |                                                                |                                                                                                 |  |  |
|                  | Estadísticas Sebastián Orresta 14 Diego Romero 8 Sebastián Orresta 4 | Reporte Pts Reb Asts | Estadísticas 18 Matías Solanas 8 Leo Mainoldi 4 Matías Solanas | Pabellón: Estadio Socios Fundadores Árbitros: * Juan Fernández * Gonzalo Delsart * Raúl Lorenzo |  |  |
| Serie: 1-1       |                                                                      |                      |                                                                |                                                                                                 |  |  |
|                  |                                                                      |                      |                                                                |                                                                                                 |  |  |

| 6 de mayo, 22:00 | San Martín (C)                                                                    | 73–53                | Gimnasia (CR)                                                       | Corrientes |  |  |
|                  | Parciales: 22-15, 10-13, 22-13, 19-12                                             |                      |                                                                     | |  |  |
|                  | Estadísticas Matías Solanas 13 Fabián Ramírez Barrios 10 Fabián Ramírez Barrios 5 | Reporte Pts Reb Asts | Estadísticas 11 Marcus Elliott 12 Agustín Barreiro 3 Sebastián Vega | Pabellón: Estadio Raúl Argentino Ortíz, El Fortín Rojinegro Árbitros: * Fernando Sampietro * Roberto Smith * Alberto Ponzo |  |  |
| Serie: 2-1       |                                                                                   |                      |                                                                     | |  |  |
|                  |                                                                                   |                      |                                                                     | |  |  |

| 8 de mayo, 21:30 | San Martín (C)                                                            | 74–67                | Gimnasia (CR)                                                      | Corrientes |  |  |
|                  | Parciales: 24-9, 8-16, 22-20, 20-22                                       |                      |                                                                    | |  |  |
|                  | Estadísticas Emiliano Basabe 17 Fabián Ramírez Barrios 9 Matías Solanas 6 | Reporte Pts Reb Asts | Estadísticas 18 Yoanki Mencia 8 Sebastián Vega 7 Sebastián Orresta | Pabellón: Estadio Raúl Argentino Ortíz, El Fortín Rojinegro Árbitros: * Alejandro Chiti * Rodrigo Castillo * Ariel Rosas Televisión: TyC Sports |  |  |
| Serie: 3-1       |                                                                           |                      |                                                                    | |  |  |
|                  |                                                                           |                      |                                                                    | |  |  |

Instituto - Regatas Corrientes
| 1 de mayo, 20:00 | Instituto                                                          | 98–91                | Regatas Corrientes                                                 | Córdoba                                                                                  |  |  |
|                  | Parciales: 28-22, 28-23, 18-16, 24-30                              |                      |                                                                    |                                                                                          |  |  |
|                  | Estadísticas Luciano González 17 Tayavek Gallizi 7 Martín Cuello 4 | Reporte Pts Reb Asts | Estadísticas 21 Nicolás Aguirre 8 Facundo Piñero 9 Nicolás Aguirre | Pabellón: Estadio Ángel Sandrín Árbitros: * Fabricio Vito * Ariel Rosas * Gustavo D'Anna |  |  |
| Serie: 1-0       |                                                                    |                      |                                                                    |                                                                                          |  |  |
|                  |                                                                    |                      |                                                                    |                                                                                          |  |  |

| 3 de mayo, 21:00 | Instituto                                                     | 82–76                | Regatas Corrientes                                                   | Córdoba                                                                                        |  |  |
|                  | Parciales: 27-18, 14-8, 25-26, 16-24                          |                      |                                                                      |                                                                                                |  |  |
|                  | Estadísticas Martín Cuello 23 Gastón Whelan 7 Gastón Whelan 4 | Reporte Pts Reb Asts | Estadísticas 13 Nicolás Aguirre 10 Nicolás Aguirre 2 Paolo Quinteros | Pabellón: Estadio Ángel Sandrín Árbitros: * Pablo Estévez * Oscar Brítez * Maximiliano Cáceres |  |  |
| Serie: 2-0       |                                                               |                      |                                                                      |                                                                                                |  |  |
|                  |                                                               |                      |                                                                      |                                                                                                |  |  |

| 7 de mayo, 21:30 | Regatas Corrientes                                              | 97–91                | Instituto                                                        | Corrientes                                                                                    |  |  |
|                  | Parciales: 21-21, 32-20, 25-26, 19-24                           |                      |                                                                  |                                                                                               |  |  |
|                  | Estadísticas Facundo Piñero 16 Gary McGhee 10 Nicolás Aguirre 6 | Reporte Pts Reb Asts | Estadísticas 21 Nicolás Copello 5 Toni Vicens 5 Luciano González | Pabellón: Estadio José Jorge Contte Árbitros: * Juan Fernández * Danilo Molina * Jorge Chávez |  |  |
| Serie: 1-2       |                                                                 |                      |                                                                  |                                                                                               |  |  |
|                  |                                                                 |                      |                                                                  |                                                                                               |  |  |

| 9 de mayo, 21:30 | Regatas Corrientes                                       | 74–80                | Instituto                                                         | Corrientes                                                                                          |  |  |
|                  | Parciales: 22-22, 8-14, 27-19, 17-25                     |                      |                                                                   | |  |  |
|                  | Estadísticas Juan Arengo 20 Gary McGhee 8 Skyler Hogan 4 | Reporte Pts Reb Asts | Estadísticas 17 Nicolás Copello 7 Martín Cuello 3 Nicolás Copello | Pabellón: Estadio José Jorge Contte Árbitros: * Pablo Estévez * Diego Rougier * Maximiliano Caceres |  |  |
| Serie: 1-3       |                                                          |                      |                                                                   | |  |  |
|                  |                                                          |                      |                                                                   | |  |  |

Peñarol - Boca Juniors
| 29 de abril, 21:00 | Peñarol                                                         | 70–81                | Boca Juniors                                                 | Mar del Plata |  |  |
|                    | Parciales: 21-20, 20-20, 14-17, 15-24                           |                      |                                                              | |  |  |
|                    | Estadísticas Phillip Lockett 17 Al Thornton 6 Bruno Sansimoni 5 | Reporte Pts Reb Asts | Estadísticas 20 Eloy Vargas 12 Eloy Vargas 5 Leandro Vildoza | Pabellón: Polideportivo Islas Malvinas Árbitros: * Pablo Estévez * Rodrigo Castillo * Maximiliano Cáceres Televisión: DirecTV Sports |  |  |
| Serie: 0-1         |                                                                 |                      |                                                              | |  |  |
|                    |                                                                 |                      |                                                              | |  |  |

| 1 de mayo, 20:30 | Peñarol                                                         | 80–81                | Boca Juniors                                                    | Mar del Plata                                                                                          |  |  |
|                  | Parciales: 25-13, 11-26, 22-19, 22-23                           |                      |                                                                 | |  |  |
|                  | Estadísticas Bruno Sansimoni 19 Tevin Glass 7 Bruno Sansimoni 5 | Reporte Pts Reb Asts | Estadísticas 21 Leandro Vildoza 8 Eloy Vargas 6 Leandro Vildoza | Pabellón: Polideportivo Islas Malvinas Árbitros: * Alejandro Chiti * Alejandro Zanabone * Raúl Sánchez |  |  |
| Serie: 0-2       |                                                                 |                      |                                                                 | |  |  |
|                  |                                                                 |                      |                                                                 | |  |  |

| 5 de mayo, 19:00 | Boca Juniors                                                     | 68–75                | Peñarol                                                          | Buenos Aires |  |  |
|                  | Parciales: 17-20, 20-21, 14-18, 17-16                            |                      |                                                                  | |  |  |
|                  | Estadísticas J. J. Avila 22 Kevin Hernández 12 Leandro Vildoza 5 | Reporte Pts Reb Asts | Estadísticas 15 Carlos Buemo 8 Phillip Lockett 3 Bruno Sansimoni | Pabellón: Microestadio Luis Conde Árbitros: * Fabricio Vito * Julio Dinamarca * Cristian Salguero Televisión: TyC Sports |  |  |
| Serie: 2-1       |                                                                  |                      |                                                                  | |  |  |
|                  |                                                                  |                      |                                                                  | |  |  |

| 7 de mayo, 21:00 | Boca Juniors                                                       | 86–77                | Peñarol                                                        | Buenos Aires                                                                                  |  |  |
|                  | Parciales: 25-16, 23-19, 17-23, 21-19                              |                      |                                                                |                                                                                               |  |  |
|                  | Estadísticas Leonel Schattmann 30 Eloy Vargas 10 Leandro Vildoza 5 | Reporte Pts Reb Asts | Estadísticas 21 Bruno Sansimoni 7 Al Thornton 4 Federico Marín | Pabellón: Microestadio Luis Conde Árbitros: * Oscar Brítez * Daniel Rodrigo * Sergio Tarifeño |  |  |
| Serie: 3-1       |                                                                    |                      |                                                                |                                                                                               |  |  |
|                  |                                                                    |                      |                                                                |                                                                                               |  |  |

##### Semifinales
Quimsa - Boca Juniors
| 15 de mayo, 21:00 | Quimsa                                                              | 92–82                | Boca Juniors                                                          | Santiago del Estero                                                                     |  |  |
|                   | Parciales: 21-18, 14-23, 27-17, 30-24                               |                      |                                                                       |                                                                                         |  |  |
|                   | Estadísticas Eric Anderson Jr 23 Eric Anderson Jr 8 Juan Brussino 6 | Reporte Pts Reb Asts | Estadísticas 18 Leonel Schattmann 8 Adrián Boccia 6 Leonel Schattmann | Pabellón: Estadio Ciudad Árbitros: * Pablo Estévez * Diego Rougier * Alejandro Zanabone |  |  |
| Serie: 1-0        |                                                                     |                      |                                                                       |                                                                                         |  |  |
|                   |                                                                     |                      |                                                                       |                                                                                         |  |  |

| 17 de mayo, 21:30 | Quimsa                                                               | 82–66                | Boca Juniors                                                      | Santiago del Estero                                                                                          |  |  |
|                   | Parciales: 20-18, 21-11, 19-14, 22-23                                |                      |                                                                   | |  |  |
|                   | Estadísticas Eric Anderson Jr 18 Eric Anderson Jr 12 Juan Brussino 5 | Reporte Pts Reb Asts | Estadísticas 13 Eloy Vargas 8 Kevin Hernández 6 Leonel Schattmann | Pabellón: Estadio Ciudad Árbitros: * Fabricio Vito * Rodrigo Castillo * Danilo Molina Televisión: TyC Sports |  |  |
| Serie: 2-0        |                                                                      |                      |                                                                   | |  |  |
|                   |                                                                      |                      |                                                                   | |  |  |

| 20 de mayo, 21:00 | Boca Juniors                                                | 79–77                | Quimsa                                                              | Buenos Aires |  |  |
|                   | Parciales: 12-18, 22-18, 23-16, 22-25                       |                      |                                                                     | |  |  |
|                   | Estadísticas Eloy Vargas 22 Eloy Vargas 9 Leandro Vildoza 4 | Reporte Pts Reb Asts | Estadísticas 22 Eric Anderson Jr 7 Eric Anderson Jr 4 Juan Brussino | Pabellón: Microestadio Luis Conde Árbitros: * Alejandro Chiti * Juan Fernández * Raúl Sánchez Televisión: DirecTV Sports |  |  |
| Serie: 1-2        |                                                             |                      |                                                                     | |  |  |
|                   |                                                             |                      |                                                                     | |  |  |

| 22 de mayo, 20:30 | Boca Juniors                                                      | 75–92                | Quimsa                                                              | Buenos Aires                                                                                 |  |  |
|                   | Parciales: 15-22, 20-28, 23-19, 17-23                             |                      |                                                                     |                                                                                              |  |  |
|                   | Estadísticas Leonel Schattmann 21 Eloy Vargas 9 Leandro Vildoza 8 | Reporte Pts Reb Asts | Estadísticas 16 Mauro Cosolito 10 Sebastián Acevedo 4 Juan Brussino | Pabellón: Microestadio Luis Conde Árbitros: * Pablo Estévez * Oscar Brítez * Gonzalo Delsart |  |  |
| Serie: 1-3        |                                                                   |                      |                                                                     |                                                                                              |  |  |
|                   |                                                                   |                      |                                                                     |                                                                                              |  |  |

Instituto - San Martín (Corrientes)
| 14 de mayo, 20:00 | Instituto                                                       | 83–76                | San Martín (C)                                              | Córdoba                                                                                  |  |  |
|                   | Parciales: 14-11, 22-23, 20-18, 27-24                           |                      |                                                             |                                                                                          |  |  |
|                   | Estadísticas Nicolás Romano 15 Nicolás Romano 7 Martín Cuello 3 | Reporte Pts Reb Asts | Estadísticas 20 Javier Saiz 9 Emiliano Basabe 4 Javier Saiz | Pabellón: Estadio Ángel Sandrín Árbitros: * Fabricio Vito * Roberto Smith * Raúl Sánchez |  |  |
| Serie: 1-0        |                                                                 |                      |                                                             |                                                                                          |  |  |
|                   |                                                                 |                      |                                                             |                                                                                          |  |  |

| 16 de mayo, 21:00 | Instituto                                                       | 90–84                | San Martín (C)                                                                 | Córdoba |  |  |
|                   | Parciales: 18-26, 19-18, 29-19, 24-21                           |                      |                                                                                | |  |  |
|                   | Estadísticas Nicolás Romano 19 Nicolás Romano 7 Martín Cuello 4 | Reporte Pts Reb Asts | Estadísticas 20 Santiago Ferreyra 6 Fabián Ramírez Barrios 6 Santiago Ferreyra | Pabellón: Estadio Ángel Sandrín Árbitros: * Alejandro Chiti * Daniel Rodrigo * Julio Dinamarca Televisión: DirecTV Sports |  |  |
| Serie: 2-0        |                                                                 |                      |                                                                                | |  |  |
|                   |                                                                 |                      |                                                                                | |  |  |

| 19 de mayo, 21:00 | San Martín (C)                                                      | 97–67                | Instituto                                                     | Corrientes |  |  |
|                   | Parciales: 14-14, 35-11, 17-24, 31-18                               |                      |                                                               | |  |  |
|                   | Estadísticas Rolando Vallejos 20 Emiliano Basabe 10 Gastón García 5 | Reporte Pts Reb Asts | Estadísticas 17 Gastón Whelan 7 Martín Cuello 3 Martín Cuello | Pabellón: Estadio Raúl Argentino Ortíz, El Fortín Rojinegro Árbitros: * Fabricio Vito * Oscar Brítez * Gonzalo Delsart Televisión: TyC Sports |  |  |
| Serie: 1-2        |                                                                     |                      |                                                               | |  |  |
|                   |                                                                     |                      |                                                               | |  |  |

| 21 de mayo, 21:30 | San Martín (C)                                              | 74–73                | Instituto                                                        | Corrientes |  |  |
|                   | Parciales: 15-20, 14-10, 13-19, 32-24                       |                      |                                                                  | |  |  |
|                   | Estadísticas Javier Saiz 20 Javier Saiz 8 Jonatan Machuca 4 | Reporte Pts Reb Asts | Estadísticas 14 Luciano González 8 Martín Cuello 3 Martín Cuello | Pabellón: Estadio Raúl Argentino Ortíz, El Fortín Rojinegro Árbitros: * Pablo Estévez * Fernando Sampietro * Danilo Molina |  |  |
| Serie: 2-2        |                                                             |                      |                                                                  | |  |  |
|                   |                                                             |                      |                                                                  | |  |  |

| 25 de mayo, 19:00 | Instituto                                                       | 75–61                | San Martín (C)                                                                   | Córdoba |  |  |
|                   | Parciales: 22-17, 24-19, 18-14, 11-11                           |                      |                                                                                  | |  |  |
|                   | Estadísticas Martín Cuello 19 Nicolás Romano 15 Martín Cuello 3 | Reporte Pts Reb Asts | Estadísticas 14 Matías Solanas 9 Fabián Ramírez Barrios 3 Fabián Ramírez Barrios | Pabellón: Estadio Ángel Sandrín Árbitros: * Fabricio Vito * Diego Rougier * Julio Dinamarca Televisión: TyC Sports |  |  |
| Serie: 3-2        |                                                                 |                      |                                                                                  | |  |  |
|                   |                                                                 |                      |                                                                                  | |  |  |

##### Final
Quimsa - Instituto
| 31 de mayo, 21:00 | Quimsa                                                         | 74–73                | Instituto                                                            | Santiago del Estero                                                                                              |  |  |
|                   | Parciales: 25-20, 14-16, 20-13, 15-24                          |                      |                                                                      | |  |  |
|                   | Estadísticas Davaunta Thomas 21 José Ascanio 7 Juan Brussino 5 | Reporte Pts Reb Asts | Estadísticas 19 Tayavek Gallizi 8 Tayavek Gallizi 6 Luciano González | Pabellón: Estadio Ciudad Árbitros: * Pablo Estévez * Fernando Sampietro * Julio Dinamarca Televisión: TyC Sports |  |  |
| Serie: 1-0        |                                                                |                      |                                                                      | |  |  |
|                   |                                                                |                      |                                                                      | |  |  |

| 2 de junio, 21:00 | Quimsa                                                              | 84–91                | Instituto                                                       | Santiago del Estero                                                                                          |  |  |
|                   | Parciales: 15-27, 19-18, 24-29, 26-17                               |                      |                                                                 | |  |  |
|                   | Estadísticas Eric Anderson Jr 17 Eric Anderson Jr 9 Juan Brussino 3 | Reporte Pts Reb Asts | Estadísticas 30 Martín Cuello 11 Nicolás Romano 3 Gastón Whelan | Pabellón: Estadio Ciudad Árbitros: * Juan Fernández * Oscar Brítez * Rodrigo Castillo Televisión: TyC Sports |  |  |
| Serie: 1-1        |                                                                     |                      |                                                                 | |  |  |
|                   |                                                                     |                      |                                                                 | |  |  |

| 7 de junio, 21:00 | Instituto                                                       | 70–91                | Quimsa                                                                     | Córdoba |  |  |
|                   | Parciales: 19-27, 14-24, 19-23, 18-17                           |                      |                                                                            | |  |  |
|                   | Estadísticas Luciano González 17 Mariano Fierro 6 Gastón Whelan | Reporte Pts Reb Asts | Estadísticas 24 Eric Anderson Jr 9 Davaunta Thomas 6 Juan Ignacio Brussino | Pabellón: Estadio Ángel Sandrín Árbitros: * Fabricio Vito * Alejandro Chiti * Raúl Sánchez Televisión: TyC Sports |  |  |
| Serie: 1-2        |                                                                 |                      |                                                                            | |  |  |
|                   |                                                                 |                      |                                                                            | |  |  |

| 9 de junio, 21:00 | Instituto                                                        | 96–91                | Quimsa                                                           | Córdoba |  |  |
|                   | Parciales: 30-11, 14-27, 19-23, 18-20 (T.E.: 15-10)              |                      |                                                                  | |  |  |
|                   | Estadísticas Nicolás Romano 22 Nicolás Copello 8 Martín Cuello 4 | Reporte Pts Reb Asts | Estadísticas 18 Davaunta Thomas 9 Davaunta Thomas 3 Iván Gramajo | Pabellón: Estadio Ángel Sandrín Árbitros: * Pablo Estévez * Oscar Brítez * Diego Rougier Televisión: TyC Sports |  |  |
| Serie: 2-2        |                                                                  |                      |                                                                  | |  |  |
|                   |                                                                  |                      |                                                                  | |  |  |

| 13 de junio, 22:00 | Quimsa                                                                      | 84–85                | Instituto                                                     | Santiago del Estero                                                                                        |  |  |
|                    | Parciales: 25-23, 22-23, 17-25, 20-14                                       |                      |                                                               | |  |  |
|                    | Estadísticas Eric Anderson Jr 21 Eric Anderson Jr 5 Juan Ignacio Brussino 7 | Reporte Pts Reb Asts | Estadísticas 21 Martín Cuello 6 Martín Cuello 3 Martín Cuello | Pabellón: Estadio Ciudad Árbitros: * Fabricio Vito * Juan Fernández * Pablo Estévez Televisión: TyC Sports |  |  |
| Serie: 2-3         |                                                                             |                      |                                                               | |  |  |
|                    |                                                                             |                      |                                                               | |  |  |

## Posiciones finales
| Posiciones finales. | Posiciones finales.               | Posiciones finales. | Posiciones finales. | Posiciones finales. | Posiciones finales. | Posiciones finales. | Posiciones finales. | Posiciones finales. | Posiciones finales. |
| Equipo              | Equipo                            | Pts                 | Prom                | PJ                  | PG                  | PP                  | TF                  | TC                  | Dif                 |
| ------------------- | --------------------------------- | ------------------- | ------------------- | ------------------- | ------------------- | ------------------- | ------------------- | ------------------- | ------------------- |
| 1.º                 | Instituto (C)                     | 86                  | 65,4                | 52                  | 34                  | 18                  | 4396                | 4223                | 173                 |
| 2.º                 | Quimsa                            | 88                  | 76,0                | 50                  | 38                  | 12                  | 4312                | 3889                | 423                 |
| 3.º                 | San Martín (Corrientes)           | 79                  | 61,2                | 49                  | 30                  | 19                  | 3956                | 3786                | 170                 |
| 4.º                 | Boca Juniors                      | 77                  | 60,4                | 48                  | 29                  | 19                  | 3896                | 3575                | 321                 |
| 5.º                 | Regatas Corrientes                | 71                  | 57,8                | 45                  | 26                  | 19                  | 3932                | 3762                | 170                 |
| 6.º                 | Oberá Tenis Club                  | 67                  | 55,8                | 43                  | 24                  | 19                  | 3537                | 3429                | 108                 |
| 7.º                 | Peñarol                           | 68                  | 61,9                | 42                  | 26                  | 16                  | 3438                | 3281                | 157                 |
| 8.º                 | Gimnasia (Comodoro Rivadavia)     | 69                  | 64,3                | 42                  | 27                  | 15                  | 3374                | 3244                | 130                 |
| 9.º                 | Ferro Carril Oeste (Buenos Aires) | 62                  | 55,0                | 40                  | 22                  | 18                  | 3200                | 3242                | –42                 |
| 10.º                | Ciclista Olímpico                 | 58                  | 45,0                | 40                  | 18                  | 22                  | 3152                | 3173                | –21                 |
| 11.º                | Riachuelo (La Rioja)              | 58                  | 41,5                | 41                  | 17                  | 24                  | 3364                | 3482                | –118                |
| 12.º                | San Lorenzo (Buenos Aires)        | 55                  | 37,5                | 40                  | 15                  | 25                  | 2927                | 3163                | –236                |
| 13.º                | Atenas                            | 53                  | 39,5                | 38                  | 15                  | 23                  | 3111                | 3231                | –120                |
| 14.º                | Platense                          | 53                  | 39,5                | 38                  | 15                  | 23                  | 2970                | 3088                | –118                |
| 15.º                | Obras Basket                      | 53                  | 39,5                | 38                  | 15                  | 23                  | 2945                | 3096                | –151                |
| 16.º                | Comunicaciones (Mercedes)         | 53                  | 39,5                | 38                  | 15                  | 23                  | 3043                | 3120                | –77                 |
| 17.º                | La Unión de Formosa               | 52                  | 36,8                | 38                  | 14                  | 24                  | 2966                | 3162                | –196                |
| 18.º                | Argentino (Junín)                 | 52                  | 36,8                | 38                  | 14                  | 24                  | 3015                | 3107                | –92                 |
| 19.º                | Unión (Santa Fe)                  | 59                  | 37,2                | 43                  | 16                  | 27                  | 3439                | 3620                | –181                |
| 20.º                | Hispano Americano (D)             | 56                  | 30,2                | 43                  | 13                  | 30                  | 3310                | 3610                | –300                |

| (C): | Campeón.                                      |
|      | Clasificado a la Liga de Campeones.           |
|      | Clasificado a la Liga Sudamericana de Clubes. |
| (D)  | Equipo descendido de categoría.               |

### Clasificación a competencias internacionales
FIBA Champions League
| Instituto Campeón | Quimsa Subampeón | Obras Basket Ranking FIBA 361 |

Liga Sudamericana de Clubes
| San Martín (C) Tercero | Boca Juniors Cuarto | Regatas Corrientes Clasificado con participación pendiente |

## Estadísticas individuales
Estadísticas ordenadas por promedio.
| Al final de la fase regular (18 de abril) Mayor eficiencia Eric Anderson, Jr. (Quimsa) (35 PJ, 23,7 %) Deionte Simmons (Hispano Americano) (27 PJ, 20,3 %) Nicolás Romano (Instituto) (30 PJ, 19,5 %) Thomas Cooper (Argentino (J)) (38 PJ, 19,0 %) Brandon Moss (Hispano Americano) (20 PJ, 18,9 %) Más puntos Jordan Williams (Platense) (22 PJ, 447 pts, 20,3 %) Thomas Cooper (Argentino (J)) (38 PJ, 762 pts, 20,1 %) Melvin Johnson (Oberá TC) (35 PJ, 676 pts, 19,3 %) Jordan Adams (Comunicaciones (M)) (35 PJ, 627 pts, 17,9 %) Latraius Mosley (Atenas) (38 PJ, 669 pts, 17,6 %) Más rebotes (ordenados según promedio de total de rebotes) Gary McGhee (Regatas Corrientes) (33 PJ; 340 RT; 10,3 %RT; 216 RD; 6,5 %RD; 124 RO; 3,8 %RO) Deion McClenton (Atenas) (26 PJ; 258 RT; 9,9 %RT; 165 RD; 6,3 %RD; 93 RO; 3,6 %RO) Eric Anderson, Jr. (Quimsa) (35 PJ; 321 RT; 9,2 %RT; 221 RD; 6,3 %RD; 100 RO; 2,9 %RO) Eloy Vargas (Boca Juniors) (35 PJ; 287 RT; 8,2 %RT; 210 RD; 6,0 %RD; 77 RO; 2,2 %RO) Clint Robinson (Oberá TC) (37 PJ; 294 RT; 7,9 %RT; 204 RD; 5,5 %RD; 90 RO; 2,4 %RO) Más asistencias Nicolás Aguirre (Regatas Corrientes) (24 PJ; 129 as; 5,4 %as) Pedro Barral (Obras Basket) (22 PJ; 110 as; 5,0 %as) Andrés Jaime (Unión (SF)) (37 PJ; 181 as; 4,9 %as) Bruno Sansimoni (Peñarol) (36 PJ; 174 as; 4,8 %as) Nicolás De Los Santos (Oberá TC) (36 PJ; 167 as; 4,6 %as) Más tapas/bloqueos Eric Anderson (Quimsa) (35 PJ; 50 t; 1,4 %t) Deion McClenton (Atenas) (26 PJ; 33 t; 1,3 %t) Eloy Vargas (Boca Juniors) (35 PJ; 44 t; 1,3 %t) Brandon Moss (Hispano Americano) (20 PJ; 24 t; 1,2 %t) Clint Robinson (Oberá TC) (37 PJ; 43 t; 1,2 %t) Más robos Joaquín Rodríguez Olivera (Obras Basket) (38 PJ; 69 rob; 1,8 %rob) Leandro Vildoza (Boca Juniors) (38 PJ; 67 rob; 1,8 %rob) Sebastián Vega (Gimnasia (CR)) (38 PJ; 64 rob; 1,7 %rob) Andrés Lugli (Platense) (35 PJ; 58 rob; 1,7 %rob) Gastón García (San Martín (C)) (36 PJ; 57 rob; 1,6 %rob) | Al final del torneo Mayor eficiencia Eric Anderson, Jr. (Quimsa) (47 PJ, 23,6 %) Deionte Simmons (Hispano Americano) (32 PJ, 19,8 %) Brandon Moss (Hispano Americano) (25 PJ, 19,4 %) Thomas Cooper (Argentino (J)) (38 PJ, 19,0 %) Latraius Mosley (Atenas) (38 PJ, 18,4 %) Más puntos Jordan Williams (Platense) (22 PJ, 447 pts, 20,3 %) Thomas Cooper (Argentino (J)) (38 PJ, 762 pts, 20,1 %) Melvin Johnson (Oberá TC) (38 PJ, 757 pts, 19,9 %) Jordan Adams (Comunicaciones (M)) (35 PJ, 627 pts, 17,9 %) Latraius Mosley (Atenas) (38 PJ, 669 pts, 17,6 %) Más rebotes (ordenados según promedio de total de rebotes) Gary McGhee (Regatas Corrientes) (40 PJ; 410 RT; 10,2 %RT; 265 RD; 6,6 %RD; 145 RO; 3,6 %RO) Deion McClenton (Atenas) (26 PJ; 258 RT; 9,9 %RT; 165 RD; 6,3 %RD; 93 RO; 3,6 %RO) Eric Anderson, Jr. (Quimsa) (47 PJ; 412 RT; 8,8 %RT; 283 RD; 6,0 %RD; 129 RO; 2,7 %RO) Eloy Vargas (Boca Juniors) (44 PJ; 366 RT; 8,3 %RT; 265 RD; 6,0 %RD; 101 RO; 2,3 %RO) Clint Robinson (Oberá TC) (42 PJ; 339 RT; 8,1 %RT; 239 RD; 5,7 %RD; 100 RO; 2,4 %RO) Más asistencias Nicolás Aguirre (Regatas Corrientes) (31 PJ; 163 as; 5,3 %as) Pedro Barral (Obras Basket) (22 PJ; 110 as; 5,0 %as) Andrés Jaime (Unión (SF)) (42 PJ; 208 as; 5,0 %as) Nicolás De Los Santos (Oberá TC) (41 PJ; 203 as; 5,0 %as) Leandro Vildoza (Boca Juniors) (48 PJ; 226 as; 4,7 %as) Más tapas/bloqueos Eric Anderson (Quimsa) (47 PJ; 70 t; 1,5 %t) Deion McClenton (Atenas) (26 PJ; 33 t; 1,3 %t) Eloy Vargas (Boca Juniors) (44 PJ; 55 t; 1,2 %t) Brandon Moss (Hispano Americano) (25 PJ; 31 t; 1,2 %t) Chris Daniels (Argentino (J)) (34 PJ; 39 t; 1,1 %t) Más robos Joaquín Rodríguez Olivera (Obras Basket) (38 PJ; 69 rob; 1,8 %rob) Leandro Vildoza (Boca Juniors) (48 PJ; 85 rob; 1,8 %rob) Andrés Lugli (Platense) (35 PJ; 58 rob; 1,7 %rob) Sebastián Vega (Gimnasia (CR)) (42 PJ; 69 rob; 1,6 %rob) Latraius Mosley (Atenas) (38 PJ; 60 rob; 1,6 %rob) |

## Premios individuales
Fuente: Prensa AdC
| - MVP de la temporada - Eric Anderson (Quimsa) - MVP de las Finales de la LNB - Martín Cuello (Instituto) - Mejor árbitro - Fabricio Vito - Revelación/debutante - Andrés Jaime (Unión (SF)) - Jugador de Mayor Progreso - Bruno Sansimoni (Peñarol) - Mejor Sexto Hombre - Joaquín Valinotti (Peñarol) - Mejor Entrenador - Sebastián González (Quimsa) - Leandro Ramella (Peñarol) | - Mejor jugador nacional - Nicolás Romano (Instituto) - Mejor jugador extranjero - Eric Anderson (Quimsa) - Mejor jugador U-23 - Franco Baralle (Quimsa) - Mejor quinteto de la LNB - B Franco Baralle (Quimsa) - E Melvin Johnson (Oberá Tenis Club) - A Sebastián Vega (Gimnasia (CR)) - AP Nicolás Romano (Instituto) - P Eric Anderson (Quimsa) |